# Ворошилов, Климент Ефремович
Климе́нт Ефре́мович Вороши́лов, также Клим Вороши́лов (23 января [4 февраля] 1881, Верхнее, Екатеринославская губерния — 2 декабря 1969, Москва) — русский революционер, советский военный, политический, государственный и партийный деятель, участник Гражданской войны, один из первых Маршалов Советского Союза (1935).
С 1925 года — нарком по военным и морским делам СССР, в 1934—1940 годах — нарком обороны СССР. В 1953—1960 годах — Председатель Президиума Верховного Совета СССР. Дважды Герой Советского Союза (1956, 1958), Герой Социалистического Труда (1960). Член ЦК партии в 1921—1961 и 1966—1969 годах. Член Оргбюро ЦК ВКП(б) (1924—1926). Член Политбюро ЦК ВКП(б) (1926—1952), член Президиума ЦК КПСС (1952—1960).
Ворошилову принадлежит рекорд продолжительности пребывания в Политбюро ЦК ВКП(б) (ЦК КПСС), Президиуме ЦК КПСС — 34,5 года.

## Биография

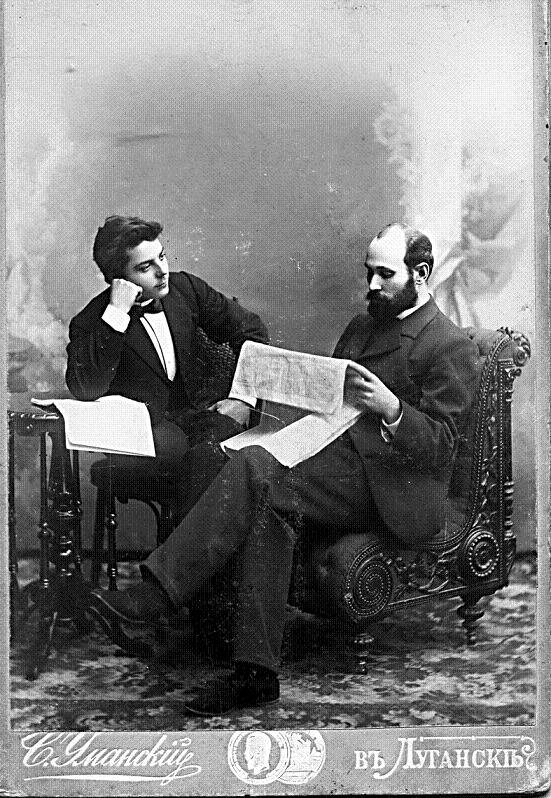
Климент Ворошилов со своим другом и учителем Семёном Рыжковым

Родился 4 февраля 1881 года в селе Верхнее Бахмутского уезда Екатеринославской губернии (ныне в черте города Лисичанск), в семье рабочего-железнодорожника Ефрема Андреевича Ворошилова (1844—1907) и подёнщицы Марии Васильевны Ворошиловой (в девичестве Агафоновой) (1857—1919). В мемуарах К. Е. Ворошилов, рассказывая о родных местах и семье, сообщает о своём русском происхождении. О вероятном наличии у Ворошилова украинских корней пишут современные украинские историки. С 6 лет Клим пас скот, собирал примеси угля, работал смазчиком угольных машин на шахтах Славяносербского уезда, куда переехала на постоянное место жительство его семья. Дневная оплата труда составляла от 8 до 10 копеек. Начальное образование Ворошилов получил в 14 лет в двухлетней земской школе волостного села Васильевка Славяносербского уезда (с 1920-х годов в составе райцентра Ворошиловск Луганского округа Донецкой губернии, с 1990-х — микрорайон г. Алчевска). Был близким другом своего учителя Семёна Рыжкова, ставшего в дальнейшем вторым секретарём Государственной думы. С 1896 года работал на Екатерининском заводе ДЮМО, был уволен за организацию стачки и перебрался в уездный центр. С 1903 года работал в городе Луганске на паровозостроительном заводе Гартмана.

### Революционная деятельность
В члены Российской социалистической рабочей партии (большевиков) РСДРП(б) вступил в конце 1903 года. С 1904 года большевик, лидер Луганского большевистского комитета. Летом 1905 года за участие в революционных событиях был избит жандармами и арестован. В декабре 1905 года после освобождения из тюрьмы стал председателем Луганского совета, руководил стачкой рабочих, созданием боевых дружин.
Делегат Четвёртого (1906 год) и Пятого (1907 год) съездов РСДРП. Имел псевдоним «Володин». В 1908—1917 годах вёл подпольную партийную работу в Баку, Петрограде, Царицыне.
Неоднократно подвергался арестам, отбывал ссылку. В конце сентября 1907 года министр внутренних дел П. А. Столыпин постановил: «Выслать Ворошилова в Архангельскую губернию под гласный надзор полиции на три года, считая срок с 1 октября 1907 года». Местом ссылки К. Е. Ворошилову назначили небольшой городок Пинега в Архангельской губернии. 22 декабря 1907 года бежал из ссылки.

«Архангельскому губернатору из Пинеги № 795. 22 декабря 1907 года скрылись политические Ворошилов и Найда. Исправник Кунников»

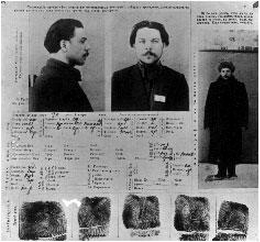
Карточка К. Е. Ворошилова, составленная архангельским охранным отделением. 1911—1912 гг.

Арестован в 1909 году в Санкт-Петербурге. Его заключили в тюрьму «Кресты», а затем по этапу вновь направили в Архангельскую губернию, в город Мезень, где Клим находился до конца октября 1909 года. В конце 1910 года особое совещание при министре внутренних дел постановило: «Продлить Липаеву и Ворошилову срок гласного надзора полиции и высылки в Архангельскую губернию ещё на один год, а Избицкого водворить для дальнейшего отбытия надзора полиции в Печорский край».
Начальник губернской тюрьмы доносил Архангельскому губернскому жандармскому управлению (в октябре 1911 года):
«…Уведомляю Вас, что Климентий Ворошилов во время содержания во вверенной мне тюрьме с 24 февраля по 10 августа сего года был три раза подвергнут дисциплинарным взысканиям: 24 февраля за нарушение тюремных правил заключён в карцер на 7 суток; 28 марта за подстрекательство арестантов к незаконным требованиям — на 7 суток и 1 июля за нарушение правил во время прогулки также на 7 суток. Кроме перечисленных взысканий Ворошилов часто подвергался заключениям и выговорам за целый ряд нарушений тюремного порядка. Вообще, содержась в тюрьме, Ворошилов отличался крайне дурным поведением и строптивым характером, ведя себя вызывающе дерзко по отношению администрации и надзора, причём своим примером производил дурное влияние на других арестантов, склоняя их к нарушению тюремного порядка и дисциплины. Так, например, под непосредственным руководством Ворошилова арестантами, содержавшимися в одной с ним камере, была объявлена голодовка, мотивированная недовольством применяемыми к ним тюремными правилами, основанными на букве закона. Ввиду такого неодобрительного поведения Ворошилова в последнее время он был совершенно изолирован от других арестантов и помещён в отдельную камеру»
Больного и обессиленного голодовкой и тюремными карцерами Ворошилова с очередной партией «политических» отправили по этапу в уже знакомую ему Мезень, а затем ещё дальше — в беломорское село Долгощелье, почти у Полярного круга. В Мезени Климент Ефремович включился в деятельность группы местных политссыльных. Всё это не осталось незамеченным. В результате — обыски и новые этапы. В марте 1912 года «ввиду неодобрительного поведения» Ворошилова последовательно переводят в Юрому, Усть-Вашку, Дорогорское. В июле 1912 года он был освобождён от гласного надзора полиции и выехал в Архангельск, а затем за пределы губернии — в Донбасс.
Полиция и жандармерия продолжали вести за Ворошиловым негласное наблюдение. В марте 1913 года после двух арестов ему объявили решение о «мере пресечения недозволенной деятельности» — высылке под гласный надзор полиции на два года в Чердынский уезд Пермской губернии. Как и в Архангельской ссылке, Клим установил здесь связи с политссыльными, вёл политическую работу среди местных жителей. Революционная деятельность была хорошо законспирирована и благодаря этому он наряду с другими попал в список политссыльных, подлежавших амнистии в связи с празднованием 300-летия царского дома Романовых: срок Пермской ссылки был сокращён на один год.
13 марта 1914 года К. Е. Ворошилов вместе с Екатериной Давидовной, добровольно делившей с ним эту ссылку, выехал в Донбасс. В Луганске он вновь оказался безработным; усилилась за ним и полицейская слежка. Все это вынудило его покинуть Донбасс, искать работу в других местах. Первая мировая война застала Ворошилова в Царицыне, где он работал на орудийном заводе. Как рабочий оборонного предприятия по законодательству Российской империи Ворошилов был освобождён от призыва в армию.

### 1917 год
После Февральской революции 1917 года — член Петроградского совета рабочих и солдатских депутатов, делегат VII (Апрельской) Всероссийской конференции и VI съезда РСДРП(б).

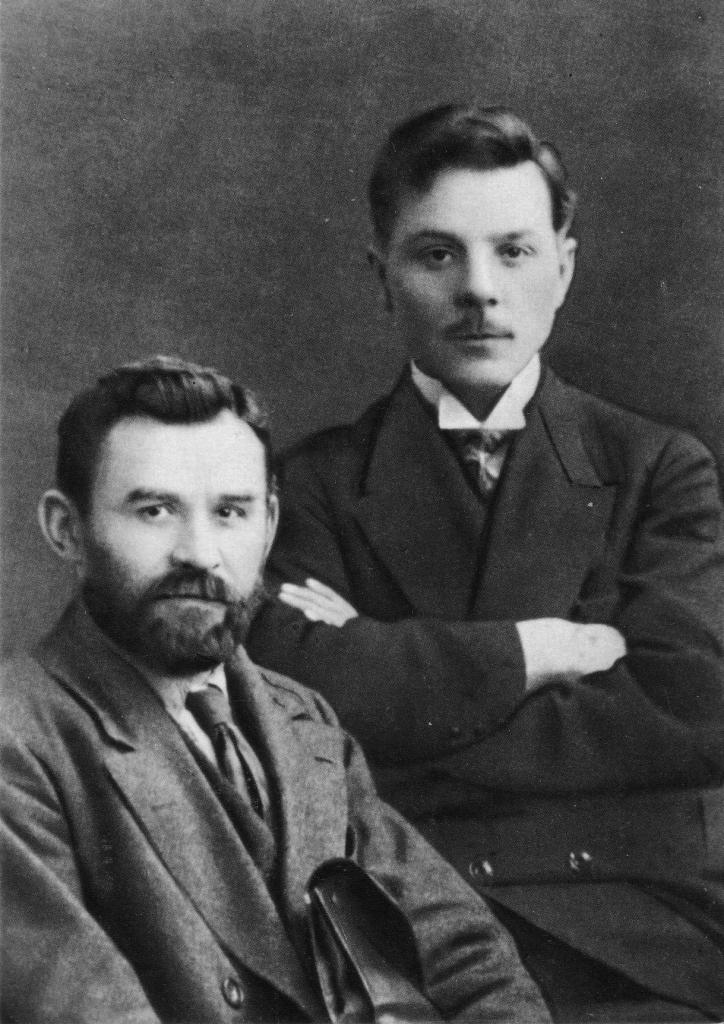
Г. И. Петровский и К. Е. Ворошилов. Петроград, 1917 год.

В конце марта 1917 года прибыл в Луганск, вскоре был избран председателем Луганского комитета большевиков, с августа — городской думы, с сентября — Луганского совета.
В ноябре 1917 года, после Октябрьской социалистической революции, Ворошилов прибыл в столицу и был назначен комиссаром Петроградского военно-революционного комитета по градоначальству. 5 декабря 1917 года Совнарком по предложению Ф. Э. Дзержинского обсудил вопрос о ликвидации бывшего градоначальства и создании специального органа для поддержания порядка в столице. Одобрив этот план, СНК поручил реализовать его К. Е. Ворошилову. Вместе с Ф. Э. Дзержинским вёл работу по организации Всероссийской чрезвычайной комиссии (ВЧК).

### Гражданская война

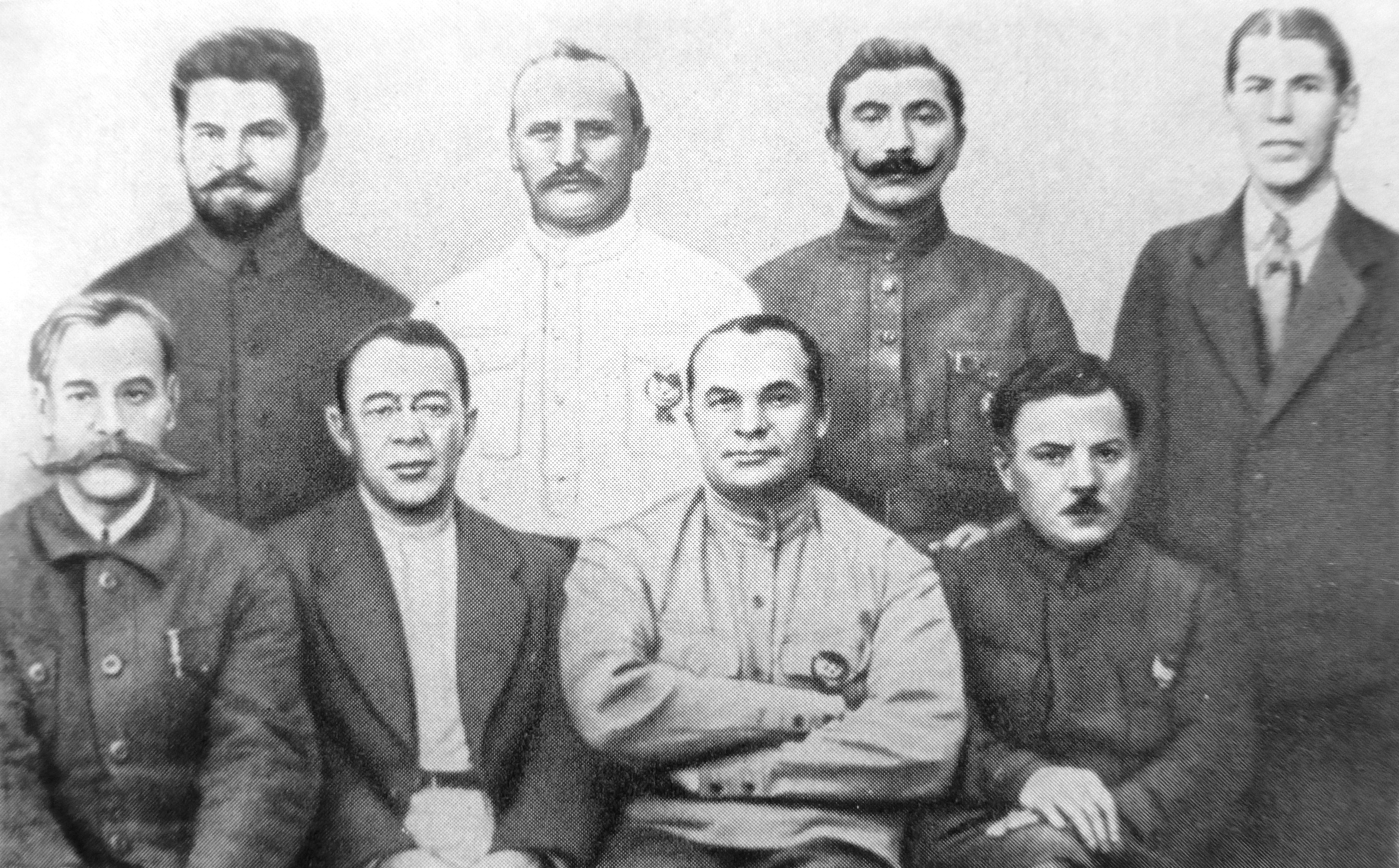
Командиры Первой Конной армии в Полевом штабе РККА (слева направо): сидят Каменев С. С., Гусев С. И., Егоров А. И., Ворошилов К. Е., стоят Лебедев П. П., Петин Н. Н., Будённый С. М., Шапошников Б. М.
Фото, 1920 г.

В январе 1918 года был делегатом от большевиков в Учредительном собрании. В начале марта 1918 года Ворошилов организовал Первый Луганский социалистический отряд, оборонявший Донбасс от германо-австрийских войск.
С началом Гражданской войны 15 апреля 1918 Совнаркомом ДКР был назначен командующим 5 армией, затем командовал Царицынской группой войск, заместитель командующего и член Военного совета Южного фронта, командующий 10-й армией (3 октября — 18 декабря 1918), нарком внутренних дел УССР (январь — июнь 1919), командующий Харьковским военным округом, командующий 14-й армией и внутренним Украинским фронтом. Один из организаторов и член Реввоенсовета 1-й Конной армии, которой командовал С. М. Будённый.

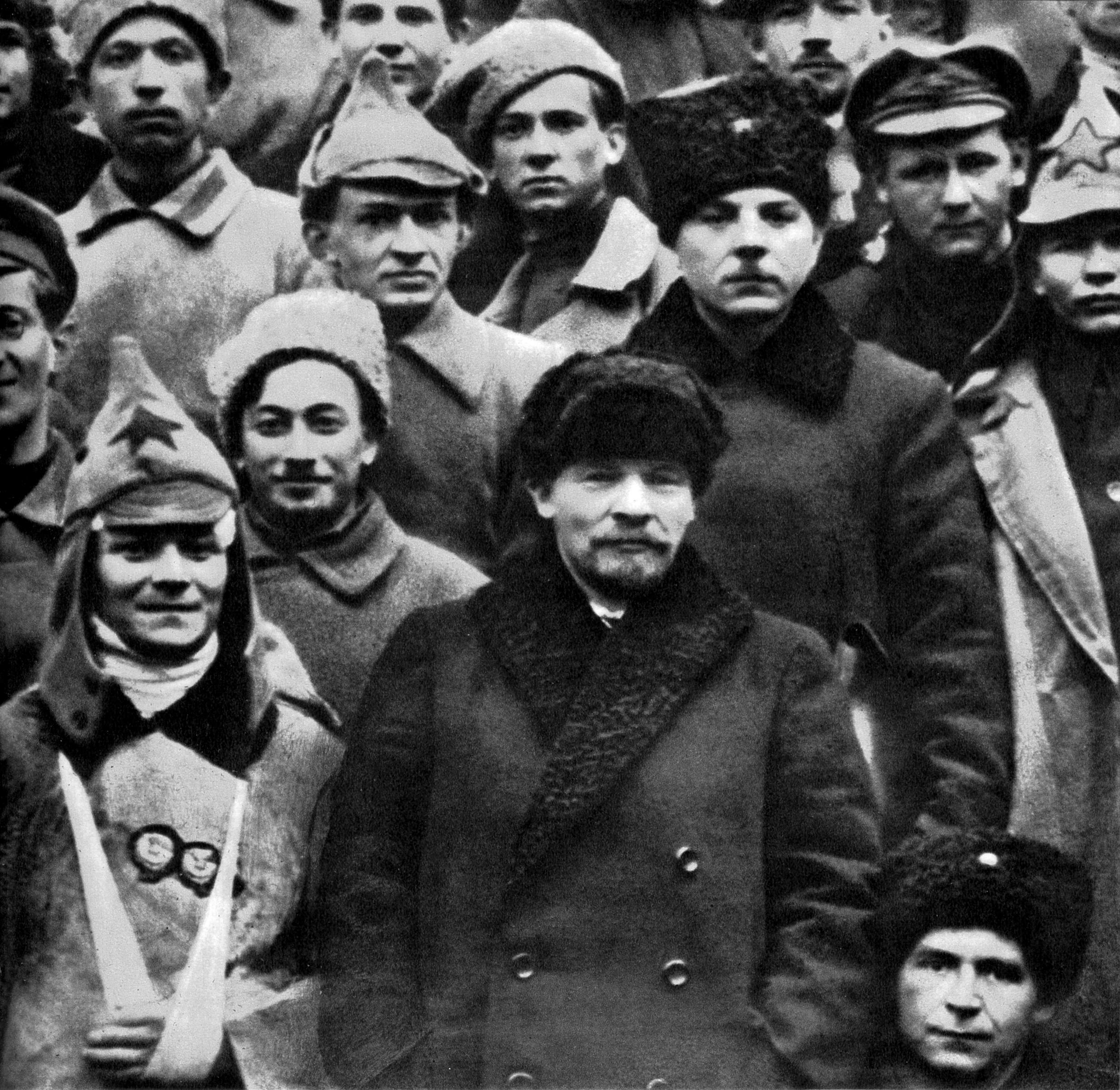
В. И. Ленин и К. Е. Ворошилов среди делегатов X съезда РКП(б)-участников ликвидации контрреволюционного мятежа в Кронштадте. 1921 г.

За боевые заслуги в 1920 году Ворошилов был награждён почётным революционным оружием. На VIII съезде РКП(б), проходившем в марте 1919 года, он примыкал к «военной оппозиции».
В 1921 году во главе группы делегатов X съезда РКП(б) участвовал в подавлении Кронштадтского восстания.
В 1921—1924 годах — член Юго-Восточного бюро ЦК РКП(б), командующий войсками Северо-Кавказского военного округа.
В 1924—1925 годах — командующий войсками Московского военного округа и член РВС СССР.
Член комиссии по организации похорон Ленина.

### Нарком обороны

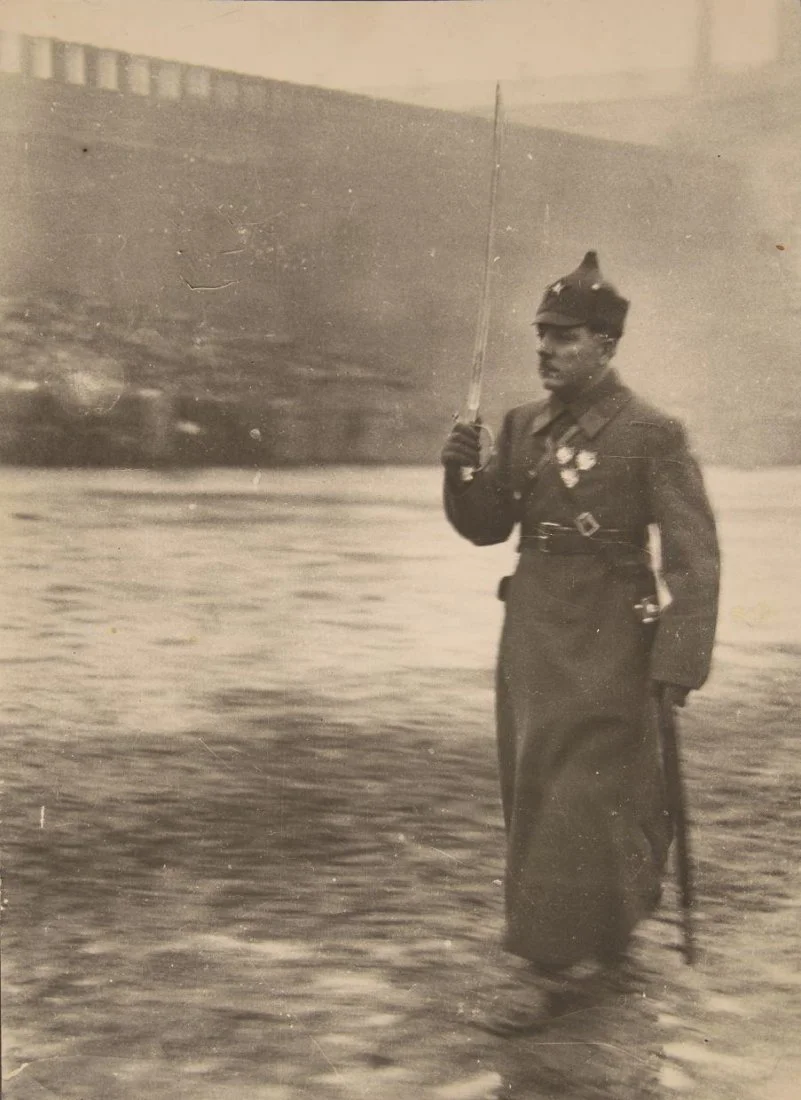
Народный комиссар по военным и морским делам СССР К. Е. Ворошилов во время парада на Красной площади в 1928 году

После кончины М. В. Фрунзе Ворошилов возглавил военное ведомство СССР: с 6 ноября 1925 года по 20 июня 1934 года — нарком по военным и морским делам и председатель Реввоенсовета СССР; в 1934—1940 годах нарком обороны СССР. Всего Ворошилов провёл во главе военного ведомства почти 15 лет, дольше, чем кто-либо другой в советский период. Он имел репутацию преданного сторонника Сталина, поддерживал его в борьбе с Троцким, а затем при укреплении власти Сталина в конце 1920-х годов. Автор статьи, а затем книги «Сталин и Красная армия», возвеличивающей роль Сталина в Гражданской войне. Тем не менее, известен его конфликт со Сталиным по поводу политики в Китае, а также по вопросу о немедленном исключении из ЦК Троцкого и Зиновьева. 4 июля 1927 года Молотов в письме жаловался Сталину: «Ворошилов доходит до огульного охаивания вашего руководства за последние 2 года».

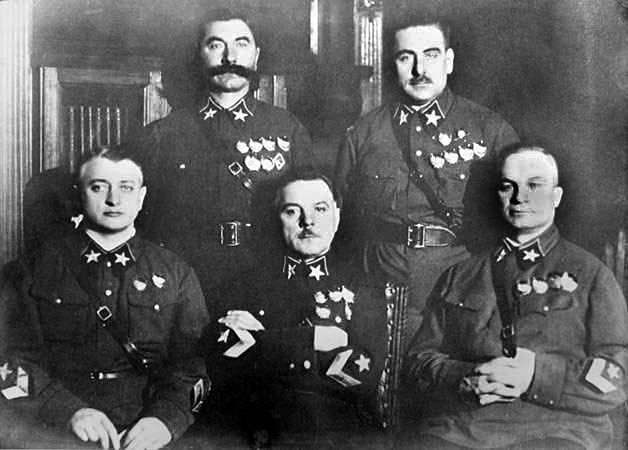
Первые пять маршалов (слева направо): Тухачевский, Ворошилов, Егоров (сидят), Будённый и Блюхер (стоят).
Фото, 1935 г.

К 50-летию Сталина Ворошилов опубликовал статью «Сталин и Красная армия» (1929), в которой Сталин представлен как один из самых выдающихся «организаторов побед гражданской войны», как «настоящий стратег», как обладающий гениальной прозорливостью «первоклассный организатор и военный вождь». Как отмечает доктор исторических наук С. В. Липицкий, все положения этой статьи Ворошилова были «как бы канонизированы и развиты» в «Кратком курсе истории ВКП(б)», в статье Ворошилова к 60-летию Сталина статье «Сталин и строительство Красной Армии», а также в многократно издававшейся «краткой биографии» Сталина.
В честь 50-летнего юбилея приказами Реввоенсовета СССР от 4 февраля 1931 года имя Ворошилова было присвоено военно-технической школе ВВС РККА и Военно-морской академии РККА, а также 4-й Кавалерийской Ленинградской Краснознамённой дивизии.

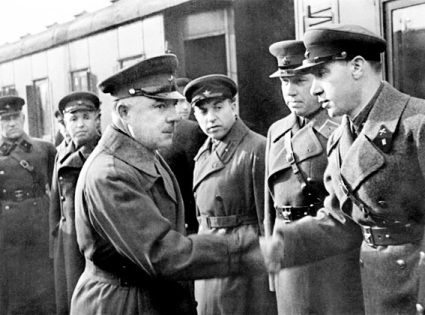
Ворошилов и Илья Старинов.
Фото, 1937 г.

В октябре 1933 года во главе правительственной делегации в Турции, вместе с Ататюрком принимал в Анкаре военный парад.
В январе 1934 г. Выступил на XVII съезде ВКП(б) с речью «Ещё сильнее будем крепить оборону Советской Страны».
22 сентября 1935 года «Положением о прохождении службы командным и начальствующим составом РККА» были введены персональные воинские звания. В ноябре 1935 года ЦИК и Совнарком СССР присвоил пяти крупнейшим советским полководцам новое воинское звание «Маршал Советского Союза». В их числе был и Ворошилов.
При Ворошилове РККА была перевооружена современным оружием и оснащена технически новыми моделями танков и самолётов, а также артиллерийских орудий. В рамках модернизации армии К. Е. Ворошилов встречался с конструкторами, бывал на заводах, для проверки боевых качеств новых орудий назначал специальные комиссии, в которые входили опытные специалисты военного дела — Н. Н. Воронов, В. Д. Грендаль, М. В. Захаров, Г. К. Савченко и другие, активно участвовал в рассмотрении заключений комиссий. Кроме того, в Красной армии были утверждены новые звания и знаки различия, а также введено новое обмундирование.

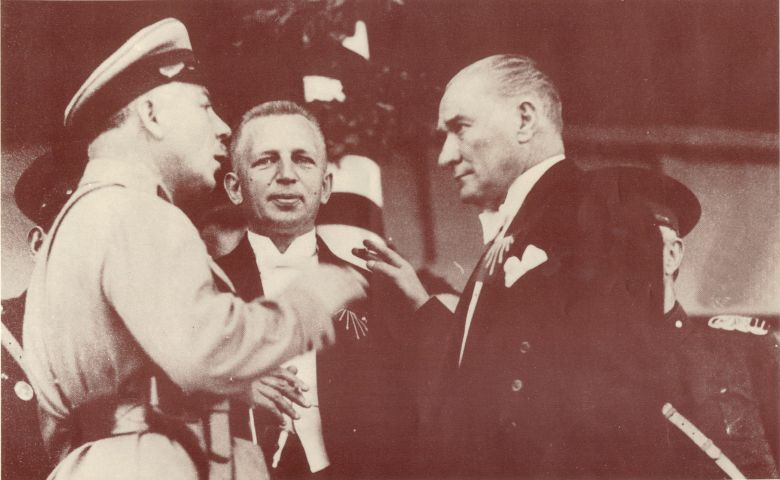
Советская правительственная делегация во главе с К. Е. Ворошиловым на праздновании 10-летия Турецкой Республики, с президентом Ататюрком. 1933 г.

Вместе с тем, при Ворошилове РККА перешла с территориально-милиционной системы на кадровую. После окончания гражданской войны в Красной армии была введена смешанная система комплектования, сочетающая кадровую и территориально-милиционную системы. Это преобразование носило вынужденный характер и было продиктовано экономическими возможностями страны. Но опыт показал, что при определённых достоинствах (экономия средств, большой охват молодого пополнения, подготовка бойца с наименьшими затратами и так далее) эта система не гарантировала должного уровня боевой и политической подготовки войск, их сплочённости, слаженности и воинской дисциплины. Подводя итоги сборов новобранцев 1903 года рождения, К. Е. Ворошилов отмечал:
«Расположение территориальных частей определялось, как правило, принципом районирования населения. Поэтому в случае войны, учитывая огромное пространство Советской страны и недостаточную сеть железных дорог, сосредоточение этих частей на том или ином театре военных действий представляло бы одну из трудных проблем.
Другим недостатком этой системы являлось то, что она, будучи основана на проведении коротких сборов, не могла обеспечить должное сплачивание частей, воспитания в личном составе крепкой дисциплины и изучения сложной техники».

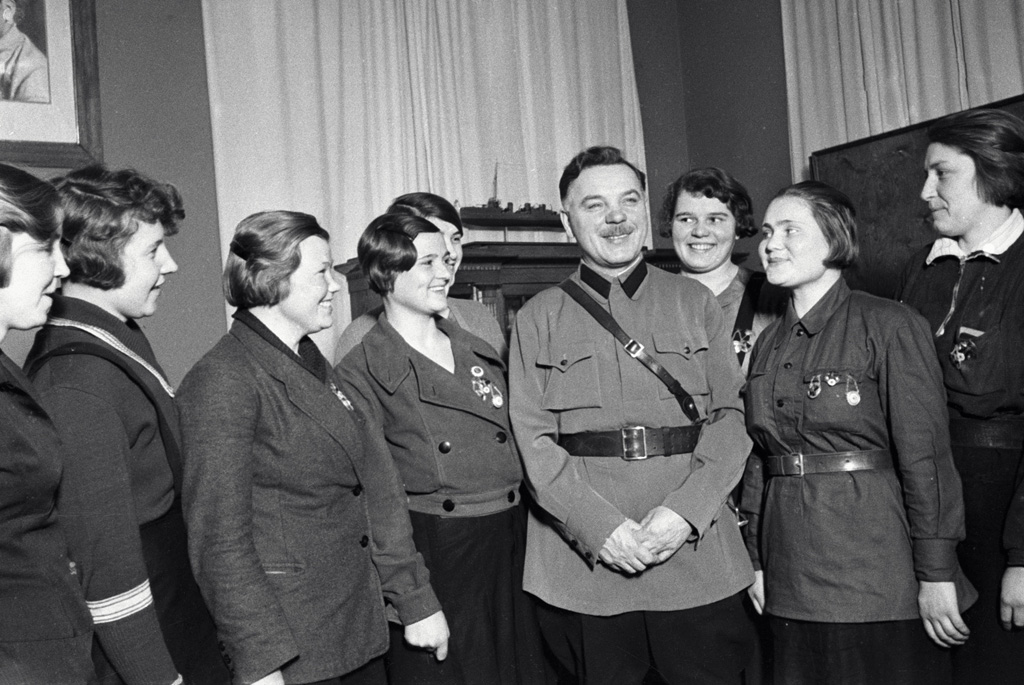
К. Е. Ворошилов с группой ударниц обороны, награждённых почётным знаком «Ворошиловский стрелок». 1935 г.

Увеличение экономического потенциала страны постепенно позволило отказаться от милиционных формирований. В 1935 г. Политбюро ЦК ВКП(б) приняло решение о переводе основной массы территориальных дивизий на кадровый уровень. К началу 1935 г. 77 % соединений были кадровыми и только 23 % оставались территориальными. В 1939 году территориальные соединения и части были полностью ликвидированы.
Также при Ворошилове была завершена реорганизация подготовки военных кадров. В ходе реформы военное образование разделилось на два основных вида: среднее (по окончании нормальной военной школы) и высшее (по окончании академии). Проводя анализ преобразования подготовки военных кадров, К. Е. Ворошилов на торжественном заседании по случаю выпуска красных командиров 10 сентября 1926 года отметил: «Мы должны уже с гордостью сказать, что эта огромнейшая и труднейшая задача по созданию командного корпуса, годного для управления нашей Красной Армией, нами уже на 75 % разрешена. Из 48 тыс. красных командиров мы имеем больше 34 тыс. окончивших или наши нормальные школы, или краткосрочные курсы». К началу 1928 года в СССР насчитывалось 49 школ, 6 военных академий и 5 военных факультетов при гражданских вузах. С 1929 года начался общий рост численности и ёмкости вузов, особенно технического профиля.

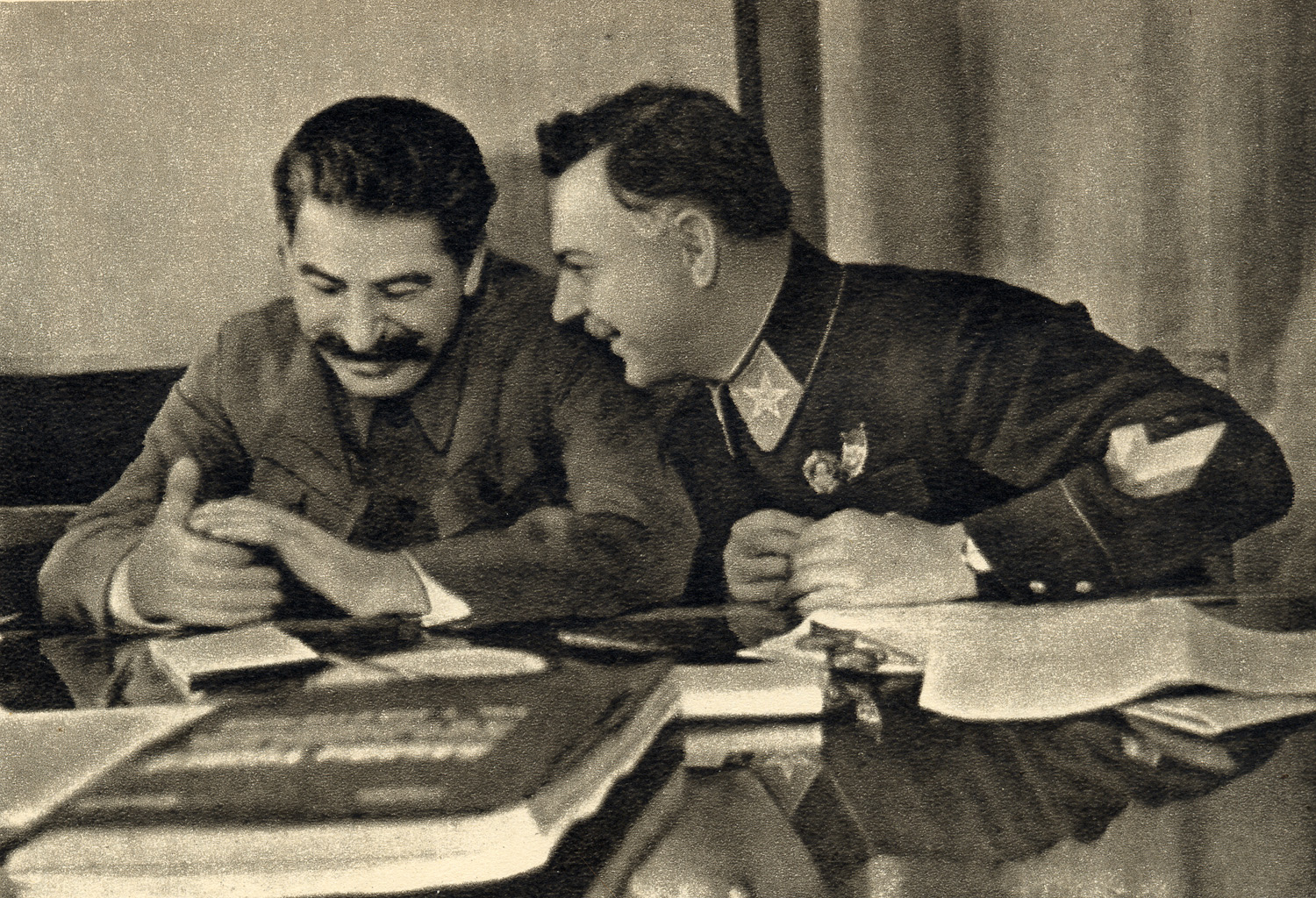
Секретарь ЦК ВКП(б) И. В. Сталин с Маршалом Советского Союза К. Е. Ворошиловым в 1935 году

Согласно исследованию О. Н. Кена, К. Е. Ворошилов в своей деятельности на посту наркомвоенмора выступал за сбалансированное развитие вооружённых сил, учитывающее хозяйственные возможности страны. Главные усилия, по мнению Ворошилова, следовало направить на укрепление хозяйственного положения страны и расширение экономического фундамента подготовки к войне. «Военная техника требует массы денежных затрат, и поэтому она под силу только мощному хозяйственному организму, — говорилось в статье Ворошилова в „Красной Звезде“. — Перенапряжение в этой области обычно приводит к падению производительных сил. Некоторые наши соседи могут служить живой иллюстрацией этого печального факта». Напротив, «быстрая готовность промышленности выполнять свои обязательства по отношению к фронту сокращает до минимума запасы мирного времени и обеспечивает действия войск боевым снабжением. А это должно означать, что в мирное время государство не должно будет держать в мёртвом состоянии огромные денежные и материальные ресурсы, так необходимые хозяйству».
После Советско-финской войны 7 мая 1940 года Ворошилова на посту наркома обороны сменил С. К. Тимошенко, которого на эту должность назначил Сталин. Ворошилов в тот же день стал заместителем председателя Совета народных комиссаров СССР (являлся им до 15 марта 1953 года) и председателем Комитета обороны при СНК СССР (до его упразднения 30.05.1941).

### Участие всталинских репрессиях
Во время Большого террора Ворошилов в числе других приближённых Сталина участвовал в рассмотрении так называемых «расстрельных списков» — перечней лиц, репрессированных с санкции членов Политбюро ЦК ВКП(б). Подписи на списках означали вынесение обвинительного приговора. Подпись Ворошилова присутствует на 185 списках, по которым были осуждены и расстреляны более 18 000 человек.

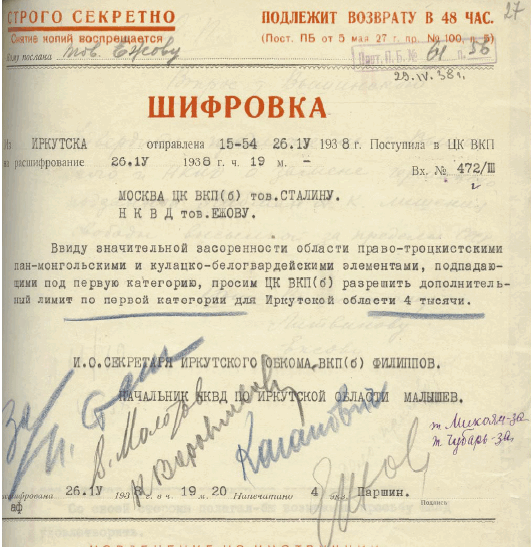
Телеграмма и. о. секретаря Иркутского обкома Филиппова и начальника НКВД Малышева об увеличении лимита на число расстрелянных. Резолюция Сталина «За», подпись Ворошилова — третья справа. 1938 г.

Как член Политбюро ЦК ВКП(б) утвердил большое количество т. н. «лимитов» (квоты на количество репрессированных согласно приказу НКВД № 00447 «Об операции по репрессированию бывших кулаков, уголовников и других антисоветских элементов»).
Как народный комиссар обороны Ворошилов принимал активное участие в репрессиях против командного состава РККА. На списке из 26 командиров Красной армии, направленном из НКВД в НКО 28.05.1937 г., он поставил резолюцию «Тов. Ежову. Берите всех подлецов. 28.V.1937 года. К. Ворошилов»; более краткая резолюция Ворошилова — «Арестовать. К. В.» — стоит на похожем списке из 142 командиров.

### Великая Отечественная война

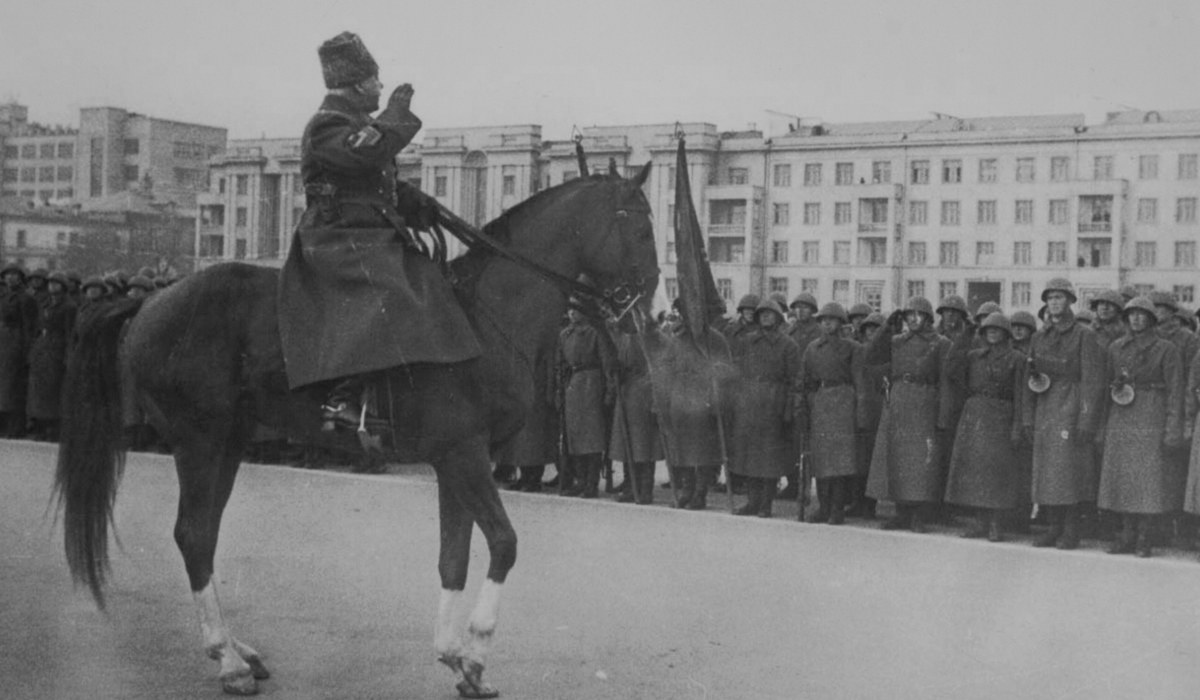
Военный парад в городе Куйбышеве 7 ноября 1941 г. Принимает парад член Ставки Верховного Главнокомандования Маршал Советского союза К. Е. Ворошилов

В годы Великой Отечественной войны Маршал Советского Союза К. Е. Ворошилов — член Государственного комитета обороны (ГКО) с его образования 30.06.1941 по 22 ноября 1944 года. С 10 июля 1941 г. главнокомандующий войсками Северо-Западного направления (расформировано 27 августа), затем командующий войсками Ленинградского фронта (с 5 по 14 сентября 1941 года, сменил его Г. К. Жуков), представитель Ставки Верховного Главнокомандования по формированию войск (12 октября 1941 года — 5 сентября 1942 года), представитель Ставки Верховного Главнокомандования на Волховском фронте (15 февраля—25 марта 1942 года). 15 декабря 1942 года Ставкой был направлен в район действий Ленинградского и Волховского фронтов для оказания помощи в подготовке к прорыву Ленинградской блокады.
Первым публичным выступлением Ворошилова в период войны было его воззвание «О самозащите», переданное по советскому радио 16 сентября, в начале блокады Ленинграда и незадолго до Московской паники 1941 года. Полный текст, как и запись воззвания, в архивах Гостелерадио не сохранились.

В январе 1943 года координировал действия войск Ленинградского фронта в операции «Искра» при прорыве блокады Ленинграда. В середине декабря 1943 года Ворошилов был направлен в Отдельную Приморскую армию для оказания помощи в организации боевых действий по расширению плацдарма. Во время Крымской наступательной операции 1944 года был координатором в Отдельной Приморской армии.

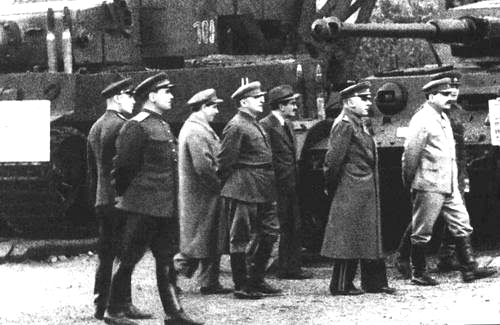
Члены ГКО (К. Е. Ворошилов 2-й справа) на выставке образцов трофейного немецкого вооружения в парке имени Горького. Москва, 1943 год

6 сентября 1942 года он был назначен Главнокомандующим партизанским движением. На этом посту много сделал для развития партизанского движения. В частности, Ворошилов усовершенствовал управление партизанскими силами. Внедрённая им в практику схема управления партизанскими силами оказалась очень эффективной и с небольшими изменениями просуществовала до конца войны. Центральный штаб партизанского движения стараниями Ворошилова превратился в мощный орган управления партизанскими силами. Также ему удалось решить многие проблемы, связанные с подготовкой кадров, материально-техническим снабжением и авиационными перевозками, и другие важные вопросы партизанского движения. Но 19 ноября 1942 года пост был упразднён. По мнению известного специалиста по диверсиям И. Г. Старинова, упразднение поста Главнокомандующего партизанским движением негативно сказалось на партизанском движении.
5 апреля 1943 года постановлением ГКО Ворошилов был назначен председателем Трофейного комитета. С апреля 1943 года наряду с реорганизацией органов управления трофейной службы началось формирование новых трофейных частей. К лету 1943 года была создана чёткая структура трофейных органов Красной Армии, что значительно укрепило трофейную службу и положительно сказалось на результатах её работы. Наряду с решением народнохозяйственных задач трофейная служба принимала активное участие в оказании помощи населению, освобожденному от немецкой оккупации. Несмотря на большое отвлечение сил и средств на работы в народнохозяйственных объектах, трофейная служба справилась и со своей важнейшей задачей — сбором, реализацией и отгрузкой вооружения, боевой техники и металлолома. 3 апреля 1944 года было объявлено новое «Положение о трофейных органах, частях и учреждениях Красной Армии», утверждённое председателем Трофейного комитета ГКО К. Е. Ворошиловым, где была дана наиболее исчерпывающая формулировка задач трофейной службы: «Трофейные органы, части и учреждения Красной Армии обеспечивают сбор, охрану, учёт, вывоз и сдачу трофейного вооружения, боеприпасов, боевой техники, продфуража, горючего и других военных и народнохозяйственных ценностей, захваченных Красной Армией у противника». Это Положение сыграло важную роль в дальнейшем укреплении трофейной службы. В феврале 1945 года Трофейный комитет был упразднён.

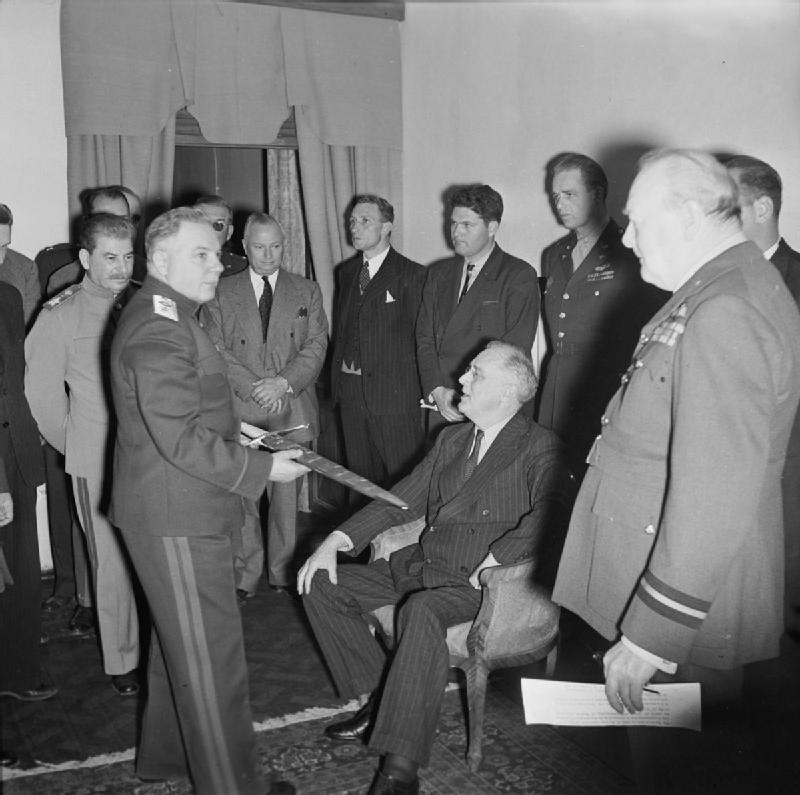
Маршал К. Е. Ворошилов держит почётный меч — дар короля Георга VI, преподнесенный Уинстоном Черчиллем Иосифу Сталину на Тегеранской конференции. 1943 г.

В 1943 году К. Е. Ворошилов участвовал в работе Тегеранской конференции. Также в 1943 году Ворошилов возглавил комиссию по вопросам перемирия, которая играла решающую роль в разработке условий безоговорочной капитуляции Германии. Первой крупной разработкой комиссии под руководством К. Е. Ворошилова стал «Документ о безоговорочной капитуляции Германии» от 3 февраля 1944 года. Итоговый отчет о работе комиссии датирован 14 февраля 1946 года.

### Послевоенная деятельность

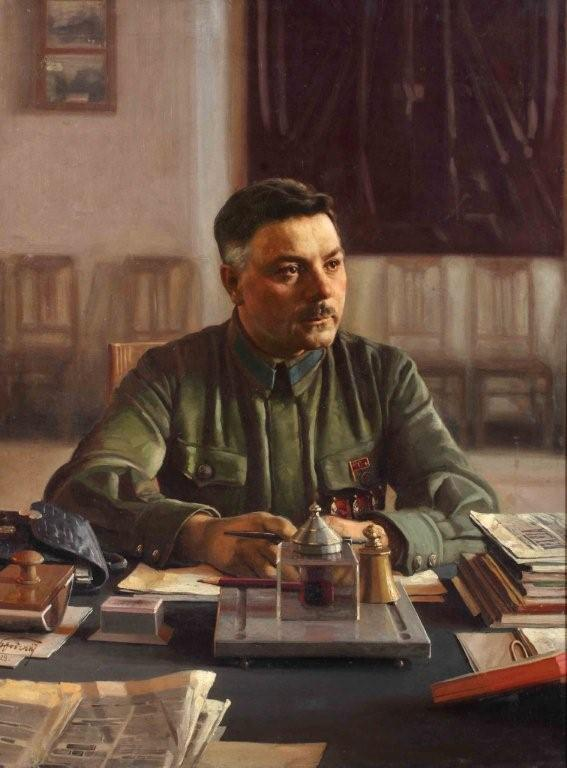
К. Е. Ворошилов на портрете Исаака Бродского

В 1945—1947 годах — председатель Союзной контрольной комиссии в Венгрии.
Союзная контрольная комиссия (СКК) приступила к работе в Дебрецене 5 февраля 1945 года. В обязанности СКК входило регулировать и следить за выполнением условий перемирия. СКК пришлось действовать в нелёгких условиях из-за раскола в венгерском обществе, вызванного неудачной попыткой выхода Венгрии из войны, из-за которого ситуация в Венгрии принципиально отличалась от тех, что сложились в других странах-сателлитах Германии. Но, несмотря на все трудности, поставленные перед СКК задачи были успешно решены. Свою деятельность Комиссия прекратила после вступления в силу мирного договора.
В 1946—1953 годах — заместитель председателя Совета Министров СССР.
С марта 1953 года по май 1960 года — председатель Президиума Верховного Совета СССР. С мая 1960 года — член Президиума Верховного Совета СССР.
Депутат Верховного Совета СССР 1 — 7-го созывов (1937—1969), Верховного Совета УССР 1 — 4-го созывов.
Умер на 89-м году жизни 2 декабря 1969 года. Похоронен на Красной площади в Москве у Кремлёвской стены. Как пишет кандидат исторических наук Л. Максименков, его похоронам придали беспрецедентный государственный уровень — впервые за двадцать лет после похорон Жданова была вырыта могила за Мавзолеем В. И. Ленина (если не считать перезахоронение Сталина).

## Президиум Верховного совета СССР

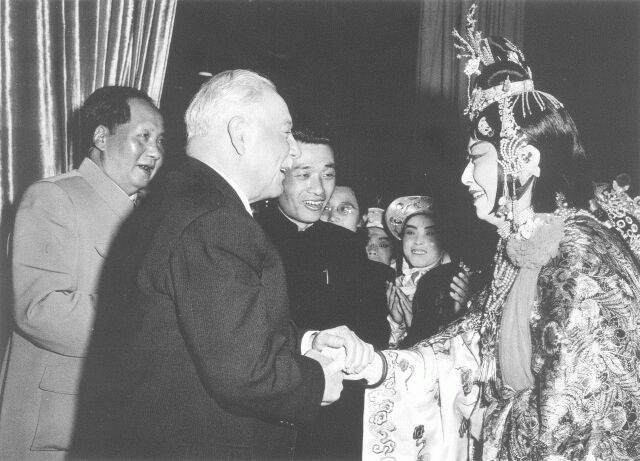
Председатель КНР Мао Цзэдун, Председатель Президиума Верховного Совета СССР Климент Ворошилов и Мэй Ланьфан (Пекин, 1957 год)

В 1954 году Указом Президиума Верховного Совета СССР от 12 июля 1954 года, подписанным Ворошиловым, были отменены персональные звания и знаки различий, а также форменная одежда для работников гражданских министерств и ведомств СССР, введённые при его предшественнике Николае Швернике.

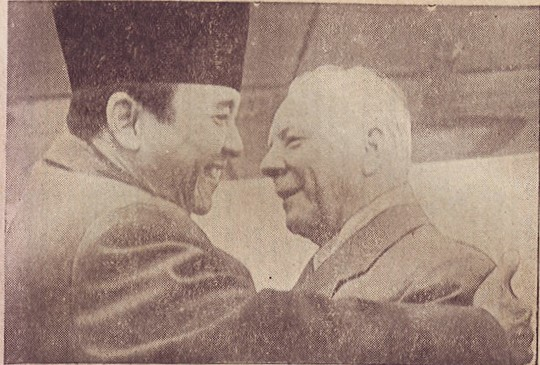
Сукарно и Ворошилов в 1958 году

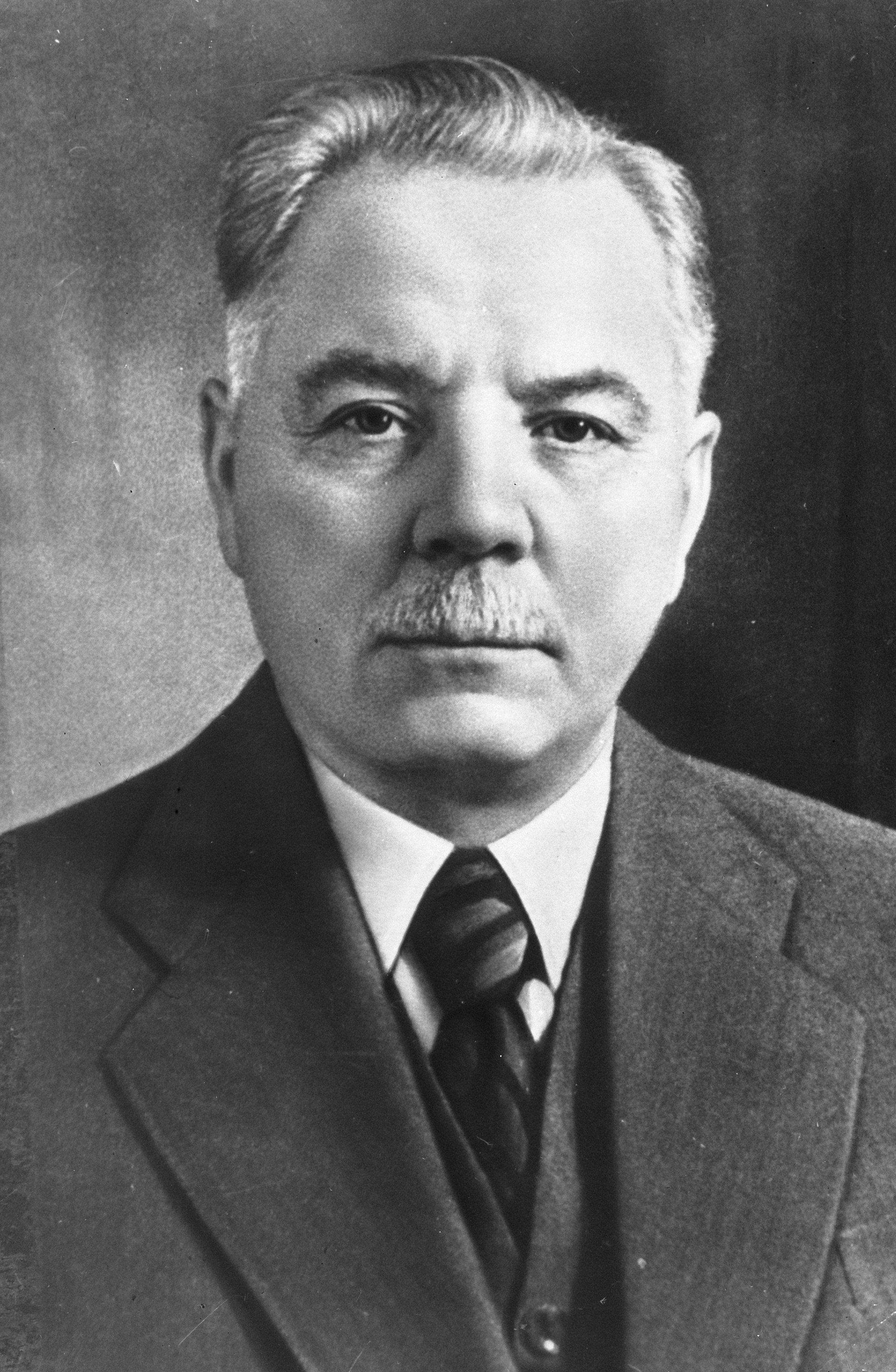
Ворошилов, 1961 год

## В партии

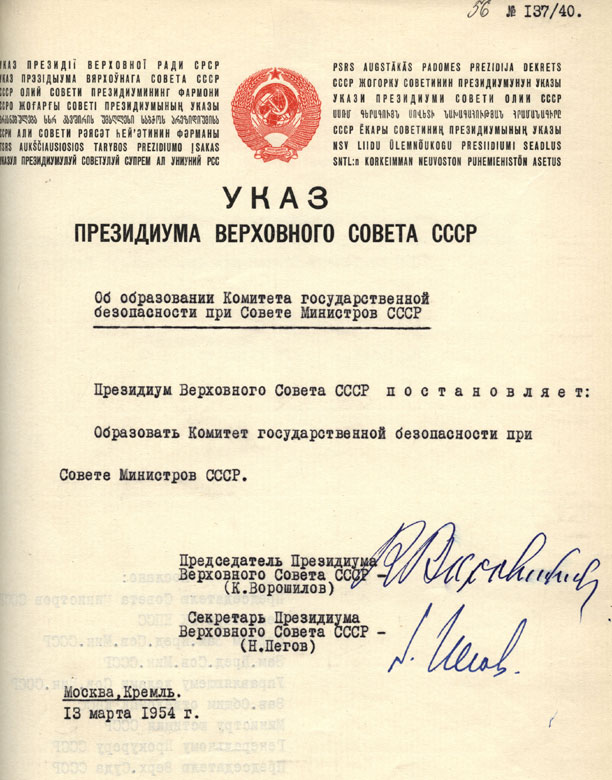
Подписанный Ворошиловым указ о создании КГБ при СМ СССР. 1954

С 1921 года по октябрь 1961 года и с 1966 года — член ЦК КПСС. С 1926 года по 16 июля 1960 года — член Президиума ЦК КПСС (до 1952 года — Политбюро ЦК КПСС), был выведен по «личной просьбе».
Делегат IV—VI, VIII, X—XXIII съездов партии.
В 1957 году вошёл в «антипартийную группу», пытавшуюся сместить Никиту Хрущёва с поста лидера партии и государства. После разгрома группы, в отличие от её лидеров, не был исключён из партии, а лишь подвергнут критике на XXII съезде КПСС, выступил с покаянными заявлениями и был снят с руководящих должностей. Однако при Брежневе в 1966 году вновь стал членом ЦК КПСС (был избран членом ЦК на XXIII съезде КПСС), оставался им до конца жизни.

## Семья
Жена Ворошилова — Голда Давидовна Горбман (1887—1959), еврейка. Перед вступлением в брак с Ворошиловым (в 1913 году, находясь в ссылке в Ныробе) она крестилась, сменила имя и стала Екатериной Давидовной. Состояла в РСДРП(б) с 1917 года.
Своих детей не было, с 1918 года семья воспитывала приёмного сына Петра (1914—1984) — (конструктор, генерал-лейтенант), от которого у них было двое внуков — Клим Петрович Ворошилов и Владимир Петрович Ворошилов, а с 1931 года сына и дочь Михаила Фрунзе — Тимура (1923—1942) и Татьяну (1920—2024). Приёмным сыном Климента Ворошилова называл себя также профессор Харьковского политехнического института Леонид Лаврентьевич Нестеренко (1910—1986), проживавший в семье Ворошилова с 1920 по 1928 год, сын слесаря Луганского паровозного завода Лаврентия Митрофановича Нестеренко, соратника Климента Ворошилова по РСДРП(б) с 1905 по 1940 год.
С начала 1930-х годов Ворошилов с семьёй проживал на правительственной даче, устроенной в усадьбе Нехлюдово с парком, ныне посёлок Нагорное Мытищинского района Подмосковья. После пожара 1949 года, когда полностью сгорел старый барский дом, на даче Ворошилова был построен новый, сохранившийся к настоящему времени. Сейчас ворошиловская дача принадлежит Гуманитарной русско-испанской школе «Дом Солнца» («Casadelsol»).

## Воинские звания
- Маршал Советского Союза — 20 ноября 1935 года[44]

## Оценки современников
- Лев Троцкий: «Хотя Ворошилов был из луганских рабочих, из привилегированной верхушки, но по всем своим повадкам он всегда больше напоминал хозяйчика, чем пролетария»[45].
- Вячеслав Молотов, 1972 год: «Ворошилов был как раз хороший в определённое время. Он всегда выступал за линию партии политическую, потому что из рабочих, доступный человек, умеет выступать. Неиспачканный, да. И преданность Сталину лично. Преданность его оказалась не очень крепкая. Но в тот период он очень активно за Сталина выступал, целиком поддерживал во всём, хотя и не во всём был уверен. Это тоже сказывалось. Это очень сложный вопрос. Вот это надо учесть, почему Сталин немножко критически относился и не на все наши беседы его приглашал. Во всяком случае, на частные не приглашал. Не приглашал на секретные совещания, он сам вваливался. Сталин морщился. При Хрущёве Ворошилов плохо себя показал»[46]
- Георгий Жуков: «…Нужно сказать, что Ворошилов, тогдашний нарком, в этой роли был человеком малокомпетентным. Он так до конца и остался дилетантом в военных вопросах и никогда не знал их глубоко и серьёзно…»[47].
- Марк Абрамович Гринспон, командир 10-го орудия пулковской батареи «Большевик» штаба МОЛиОР: «Рукопожатие было короткое, энергичное. Движения Ворошилова были легки, точны. На него глазели все и, видно было, с удовольствием. Обветренное лицо выглядело свежим, несмотря на усталость в глазах. Голос при повышении тона звенел. Отдельные литераторы, создавая образ Ворошилова того периода, когда он командовал Ленинградским фронтом, рисовали отчаявшегося, усталого, растерянного человека. Не знаю, где и когда они его видели… Я встречался с маршалом четырежды, и каждый раз на меня и других он производил впечатление вполне целеустремлённого, жизнерадостного, отважного и лихого своей особой кавалерийской лихостью человека. К нему тотчас возникало чувство безоговорочного доверия. Даже когда он, не стесняясь в выражениях, разносил кого-нибудь из армейских начальников»[48].
- Уильям Буллит (первый посол США в СССР): «Пребывая в приподнятом водкой настроении, советские маршалы Ворошилов и Будённый во время официального ужина хвалились о взятии Киева во время гражданской войны. Ворошилов рассказывал послам, что в городе было 11 000 офицеров царской армии с женами и детьми, в то время как красноармейцев было всего 2000. „Мы бы никогда не смогли взять город, поэтому мы прибегли к пропаганде. Мы предложили им сложить оружие дабы спасти себя и свои семьи. А после? Мы просто расстреляли всех мужчин и мальчиков, а жён и дочерей отдали для утех солдатам“»[49][50] (Ворошилов и Будённый в действительности никогда не брали Киев[51]).
- Фёдор Шаляпин: «Ярким контрастом Будённому служил присутствовавший в вагоне Клим Ворошилов, главнокомандующий армией: добродушный, как будто слепленный из теста, рыхловатый. Если он бывший рабочий, то это был рабочий незаурядный, передовой и интеллигентный. Меня в его пользу подкупило крепкое, сердечное пожатие руки при встрече и затем приятное напоминание, что до революции он приходил ко мне по поручению рабочих просить моего участия в концерте в пользу их больничных касс»[52].
- Пантелеймон Пономаренко о деятельности Климента Ворошилова на посту Главнокомандующего партизанским движением: «Благодаря его авторитету, энергии и настойчивости были решены многие важные вопросы партизанского движения, особенно в части боевого и материально-технического снабжения и авиационных перевозок для партизан»[53].
- Ян Ковалевский: «Из того, что говорит Радек, вытекает, что он часто видится с Ворошиловым (он с ним на „ты“, говорит „этот Клим“ и очень хвалит Ворошилова за то, что несмотря на свою карьеру от слесаря до комиссара тот совершенно не изменился, остался простым и искренним человеком, а одновременно колоссально вырос в интеллектуальном отношении. Говорит о нём как об организаторском гении, подчёркивает его авторитет и популярность в армии). Полагаю, что они и вправду близко сотрудничают…»[54].
- Корней Чуковский: «Милый Ворошилов — я представлял его себе совсем не таким. Оказалось, что он светский человек, очень находчивый, остроумный, и по своему блестящий»[55].
- Вернер фон Бломберг: «Военный комиссар Ворошилов — яркая симпатичная личность, образован, умён, открыт, свеж, жизнерадостен, находчив, внешне ухожен. Ему 48 лет, но он самый „возрастной“ командир Красной Армии. Ворошилов является политическим и военным руководителем одновременно. Своим положением в правительстве он обязан, по-видимому, главным образом своим политическим способностям. Занимая с 1920 года ответственные посты в армии, он приобрёл хорошее военное образование. Его появление перед подчинёнными командирами и войсками полностью соответствовало поведению лидера западных армий. Он уважаем и любим войсками и, без сомнения, твёрдо держит армию в руках. Заметные шаги в образовании и организации армии, а также в её внутреннем укреплении предположительно обязаны в первую очередь его инициативе. Он — реалистичный политик. Как таковой, он явно стремится поставить армию максимально дальше от политики и поставить на передний план военные принципы»[56].

## Награды

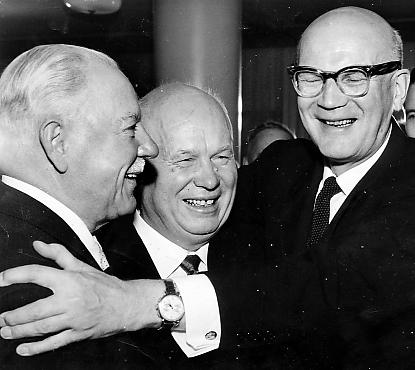
С Никитой Хрущёвым и Урхо Кекконеном, 1960

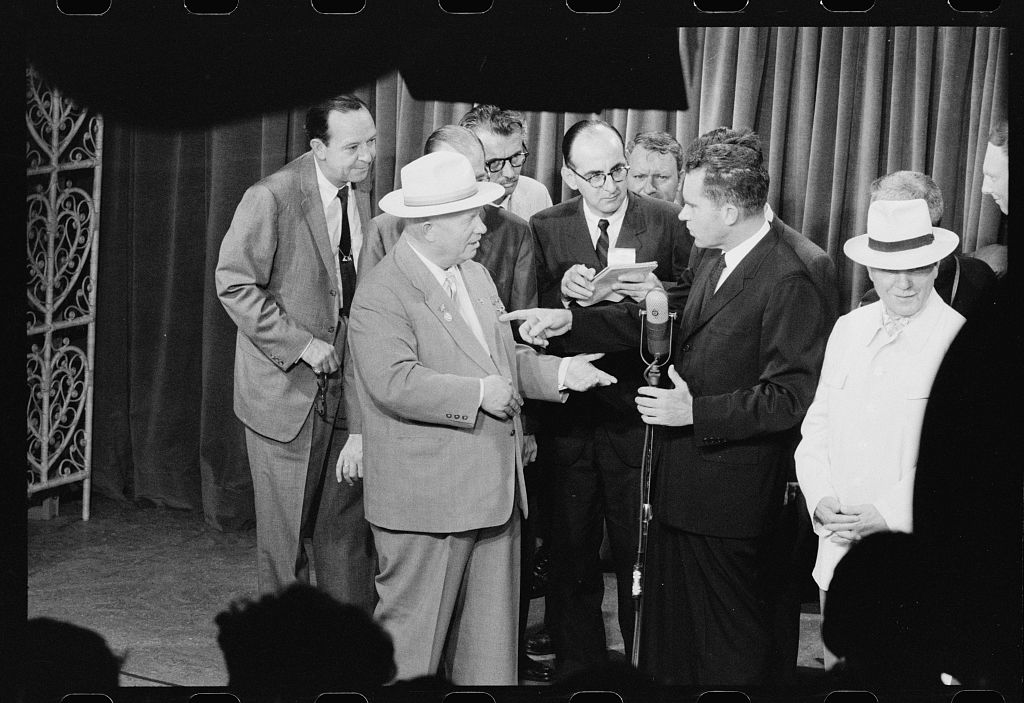
Ворошилов (крайний справа) во время т. н. «Кухонных дебатов»

Кавалер высших наград СССР. В частности один из 154 дважды Героев Советского Союза и один из 11 человек, кому присвоены обе высшие степени отличия Советского Союза — звания Герой Советского Союза и Герой Социалистического Труда.
- Дважды Герой Советского Союза (Указы Президиума Верховного Совета СССР от 3 февраля 1956 года[57] (в связи с 75-летием со дня рождения) и от 22 февраля 1968 года[57] (в связи с 50-летием Вооружённых Сил СССР).
- Герой Социалистического Труда (7 мая 1960 года)[58].
- Восемь орденов Ленина (№ 880 от 23 февраля 1935 года[57], № 3582 от 22 февраля 1938 года[57], № 14851 от 3 февраля 1941 года[59], № 26411 от 21 февраля 1945 года[60], № 128065 от 3 февраля 1951 года[57], № 313410 от 3 февраля 1956 года[57], № 331807 от 3 февраля 1961 года[57], № 340967 от 22 февраля 1968 года[57]).
- Шесть орденов Красного Знамени (№ 47 от 26 июня 1920 года[61], № 629/2 от апреля 1921 года[57], № 27/3 от 2 декабря 1925 года[61], № 5/4 от 22 февраля 1930 года[61], № 1/5 от 3 ноября 1944 года[62], № 1/6 от 24 июня 1948 года[57]).
- Орден Суворова I степени (№ 125 от 22 февраля 1944 года)[63].
- Орден Трудового Красного Знамени Узбекской ССР (17 февраля 1930 года)[58]
- Орден Трудового Красного Знамени Таджикской ССР (№ 148 от 14 января 1933 года)[58].
- Орден Трудового Красного Знамени ЗСФСР (25 февраля 1933 года).
- Медаль «За оборону Ленинграда»[64].
- Медаль «За оборону Москвы»[64].
- Медаль «За оборону Кавказа»[64].
- Медаль «За победу над Германией в Великой Отечественной войне 1941—1945 гг.» (1945)[64].
- Медаль «В память 800-летия Москвы» (21 сентября 1947 года).
- Юбилейная медаль «XX лет Рабоче-Крестьянской Красной Армии» (22 февраля 1938 года)[58].
- Юбилейная медаль «30 лет Советской Армии и Флота» (22 февраля 1948 года)[58].
- Медаль «В память 250-летия Ленинграда» (1957).
- Юбилейная медаль «40 лет Вооружённых Сил СССР» (17 февраля 1958 года)[58].
- Юбилейная медаль «Двадцать лет Победы в Великой Отечественной войне 1941—1945 гг.» (1965).
- Почётное революционное оружие (30 декабря 1920 года[61], 1968).

Иностранные награды
- Почётный гражданин города Измир (Турция, ноябрь 1933 года),
- Орден Республики (ТНР, 28 октября 1937 года)
- Герой Монгольской Народной Республики (29 мая 1957 года)[58].
- Два ордена Сухэ-Батора (МНР).
- Три ордена Боевого Красного Знамени (МНР).
- Большой крест ордена Белой розы (Финляндия)
- Большой крест Королевского ордена Камбоджи (Камбоджа, 1956)[65]
- Орден Царицы Савской с золотой цепью (Эфиопия, 1959)[66].
- Сабля от рабочих Золингена (Германия, январь 1929 года)

## Память
- Почётный курсант Московского высшего военного командного училища.
- Имя Ворошилова носит школа на «Бородинском поле» Можайского района.
- С 1927 (кроме 1930—1932) года проводился массовый Кросс имени Ворошилова.
- 29 декабря 1932 года был утверждён нагрудный знак Ворошиловский стрелок Осоавиахима для награждения метких стрелков.
- В 1934 году имя Э-2 «Клим Ворошилов» получила экспериментальная авиетка Московского авиационного института[67].
- В честь Ворошилова была названа серия тяжёлых танков КВ (официальная расшифровка — Клим Ворошилов) Путиловского завода.
- В 1941—1992 годах имя Ворошилова носила Военная академия Генерального штаба Вооружённых сил СССР[68].
- Именем Ворошилова был назван крейсер проекта 26 Черноморского флота.
- В Луганске (бывшем Ворошиловграде) в Музее истории и культуры города отдельная экспозиция посвящена Клименту Ворошилову.
- В Москве на доме № 3 по Романову переулку, где жил Климент Ворошилов, установлена мемориальная доска. Также мемориальная доска Ворошилову установлена в Луганске на здании Луганского тепловозостроительного завода.
- В честь Климента Ворошилова была названа гора на острове Сахалин (гора Ворошиловка)[69].
- В феврале 1981 года в Москве открылся музей К. Е. Ворошилова[70] (улица Маршала Тухачевского, 20[71]), закрытый в начале 90-х годов.

### Населённые пункты
- Ворошиловград — название Луганска в 1935—1958 и 1970—1990 годах;
- Ворошиловск — с 1931 года название советского посёлка — административного центра Ворошиловского района в Луганском округе Донецкой губернии, где с 1888 года в волостном селе Васильевка Славяносербского уезда Екатеринославской губернии Российской империи Ворошилов провёл своё детство, получил образование и специальность, работал на Екатерининском заводе общества ДЮМО, примкнул к РСДРП. С 1932 по 1961 год — районной центр, в 1961 году переименован в Коммунарск. С 1991 года город Алчевск.
- Ворошиловск — название Ставрополя в 1935—1943 годах;
- Ворошилов — название Уссурийска в 1935—1957 годах.

### Городские районы
- Ворошиловский район Волгограда;
- Ворошиловский район Ростова-на-Дону;
- Ворошиловский район Донецка;
- Прежнее название Перевальского района Луганской (до 1992 года — Ворошиловградской) области, с городом областного подчинения Алчевском (до 1961 года — районный центр город Ворошиловск, до 1964 года — районный центр город Коммунарск. В 1992 году на Украине город областного подчинения Коммунарск был переименован в город Алчевск);
- Прежнее название Хорошёвского района Москвы в 1970—1989 годах;
- Прежнее название Советского района Минска в 1938—1961 годах;
- Прежнее название Ленинского района Воронежа в 1932—1962 годах.

Имя Ворошилова носят площади, улицы и переулки в городах и сёлах стран бывшего СССР: Ангарск, Апшеронск, Брест, Великий Новгород, Воронеж, Вышков (Злынковский район Брянской области), Горячий Ключ, Ершов, Ижевск, Иркутск, Кемерово, Керчь, Клинцы, Липецк, Луганск (квартал), Магнитогорск, Мглин (Мглинский район Брянской области), Мирная Долина (Азовский немецкий национальный район Омской области), Оренбург, Пенза, Ростов-на-Дону, Рыбинск, Санкт-Петербург, Ставрополь, Серпухов, Такмык (Большереченский район Омской области), Тольятти, Хабаровск, Хойники, Челябинск, Усмань (Липецкая область).
- Прежнее название Паркового проспекта Перми в 1975—1989 годах.
- Прежнее название Лесного проспект Киева в 1970—1991 годах.

В 1933 году имя Ворошилова было присвоено улице в турецком городе Измире (с 1951 года эта улица называется бульвар Плевне).

### Промышленные предприятия
- Днепропетровский комбайновый завод имени К. Е. Ворошилова[74]
- Металлургический завод имени Ворошилова — бывший Екатериновский завод общества ДЮМО (Санкт-Петербург) с 1920-х по 1938 год металлургический завод в Донецкой (до 1962 года Ворошиловградской) области. Переименован в КМЗ (г. Коммунарск), с 1992 года — в ОАО «АМК», до 2014 года — в ПАО «АМК» (г. Алчевск)
- Софийский завод слаботочной аппаратуры «Климент Ворошилов», производивший периферийные и радиорелейные системы[75]

### Памятники

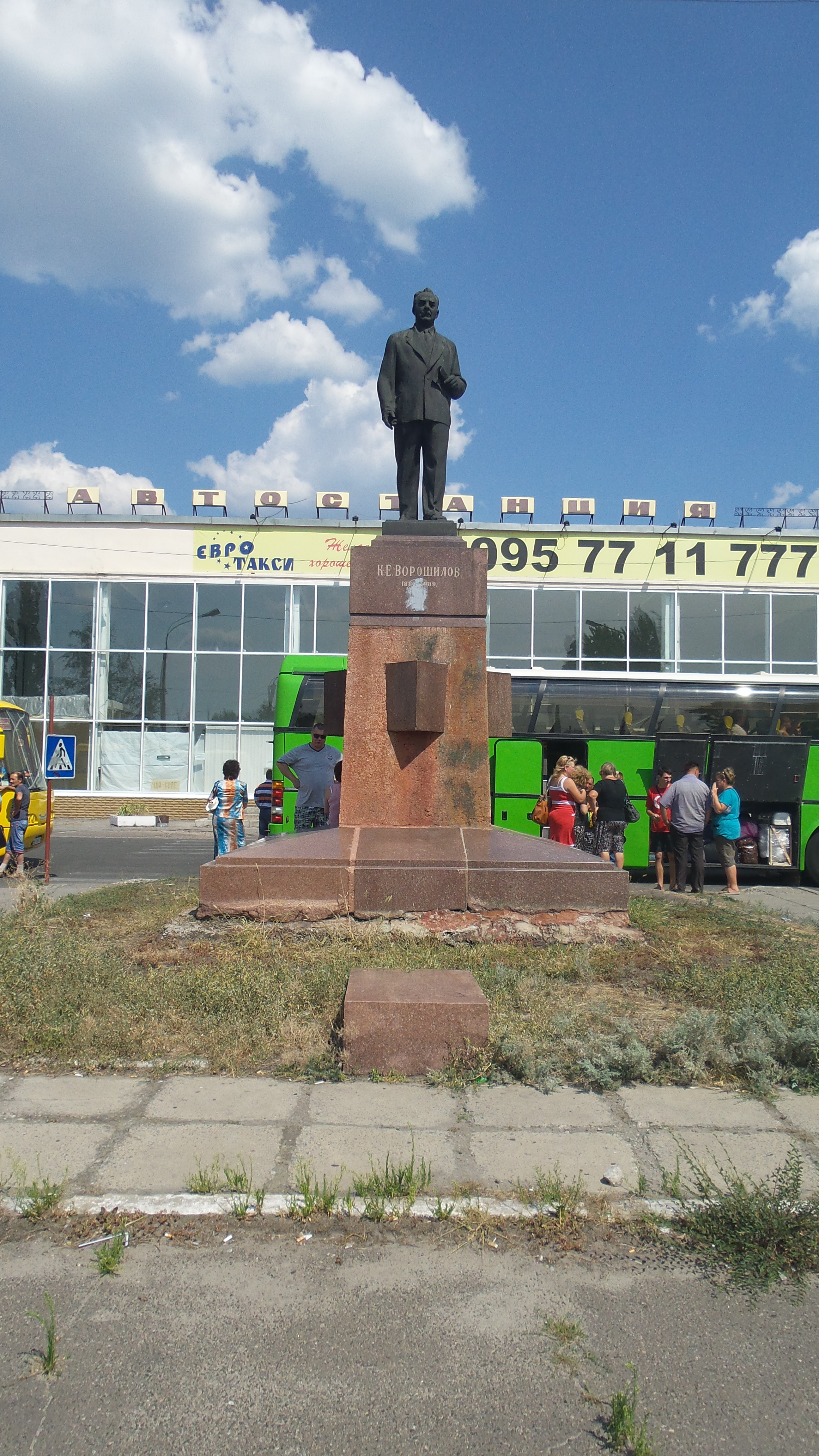
Памятник Ворошилову в Северодонецке (демонтирован в 2015)

- В Москве на могиле у Кремлёвской стены;
- Конный памятник в Луганске на улице Коцюбинского;
- В Луганске в сквере Славы героев гражданской войны (бюст) и напротив здания горсовета (конная статуя);
- В селе Воскресенское Липецкой области;
- В Голицынском военном институте пограничных войск;
- В Северодонецке (демонтирован 16 июня 2015 года);
- Бюст в Лисичанске[76] (демонтирован 13 ноября 2015 года, восстановлен 20 марта 2023 года);
- В Вольске[77];
- В Сочи на территории Центрального военного клинического санатория имени Яна Фабрициуса[78];
- В Днепре горельеф Ворошилову находился на здании Днепропетровского академического театра имени Максима Горького вместе с Михаилом Калининым и Григорием Орджоникидзе в память о посещении ими города в 1926 году[79]. В 2016 году горельеф был демонтирован[80].
- 8 мая 2020 года Ворошилову установлен памятник в Самаре на Аллее Маршалов Победы на площади Славы.
- Увековечен в художественной композиции «Заседание штаба Западного фронта» в деревне Красновидово Московской области[81].
- В 1930-е годы в Ворошиловграде был установлен прижизненный памятник маршалу работы Веры Мухиной[82]. Демонтирован после переименования города в 1958 году.

Памятник в селе Воскресенское Липецкой области
Информационная табличка в Ростове-на-Дону
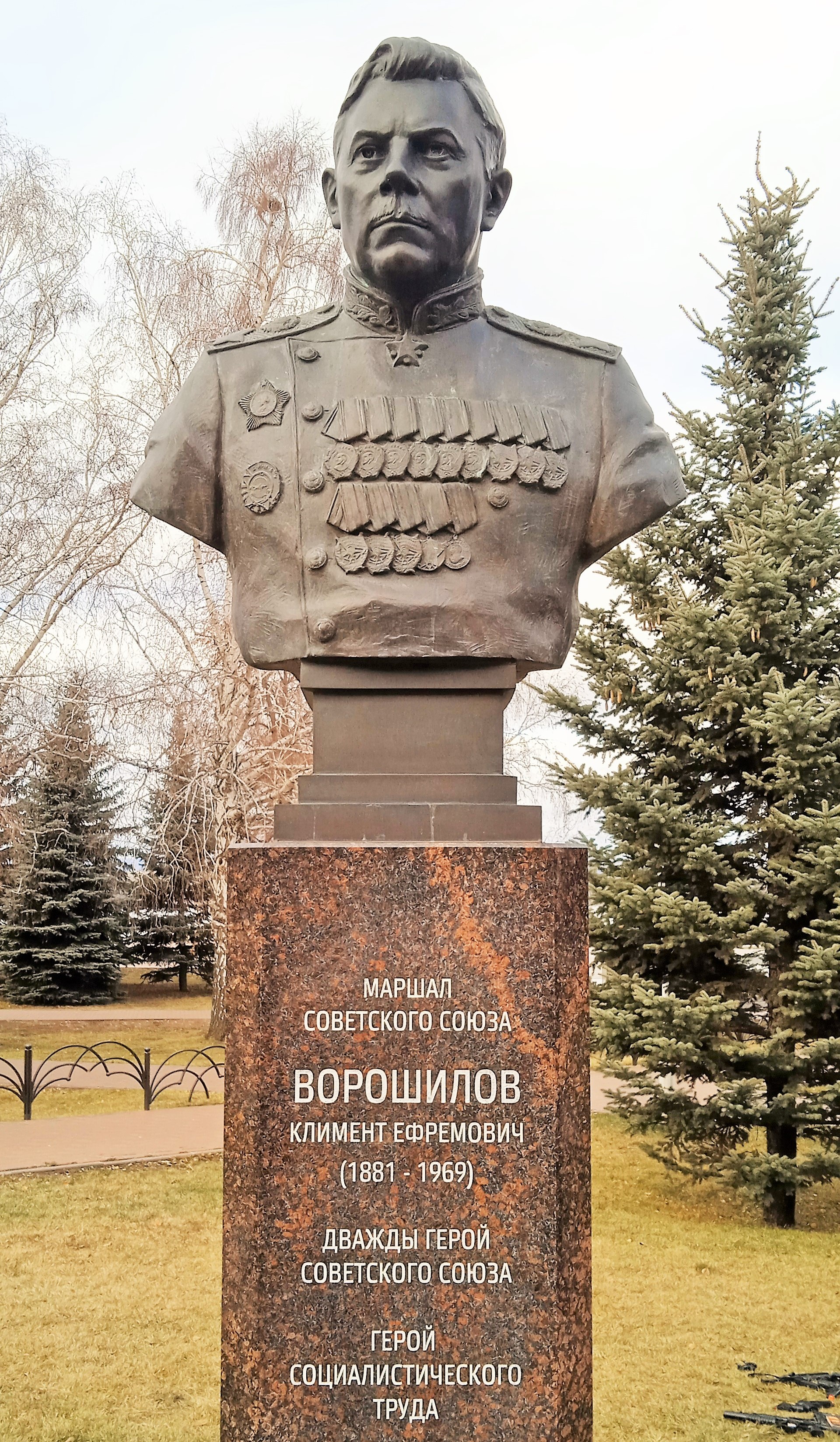
Бюст Ворошилова на площади Славы в Самаре

### В филателии
- Марка почты СССР, 1976 год
- Марка почты ЛНР (входит в сцепку из четырёх марок «Дважды Герои Советского Союза»), 2016 год[83]
- Марка почты ЛНР (140 лет со дня рождения Климента Ворошилова), 2021 год

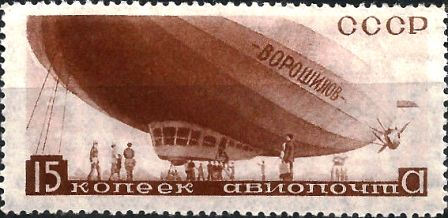
Почтовая марка СССР, 1934 год. Дирижабль «Ворошилов»
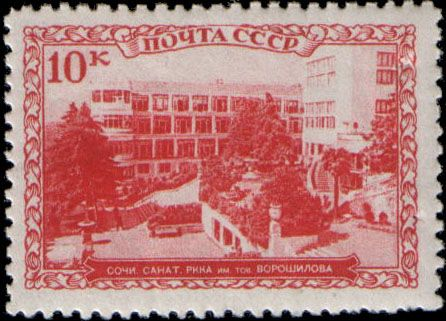
Почтовая марка СССР, 1939 год. Серия «Курорты СССР»: Сочи. Санаторий РККА имени тов. Ворошилова, красная
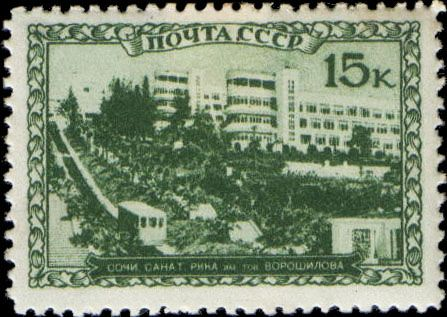
Почтовая марка СССР, 1939 год. Серия «Курорты СССР»: Сочи. Санаторий РККА имени тов. Ворошилова, зелёная
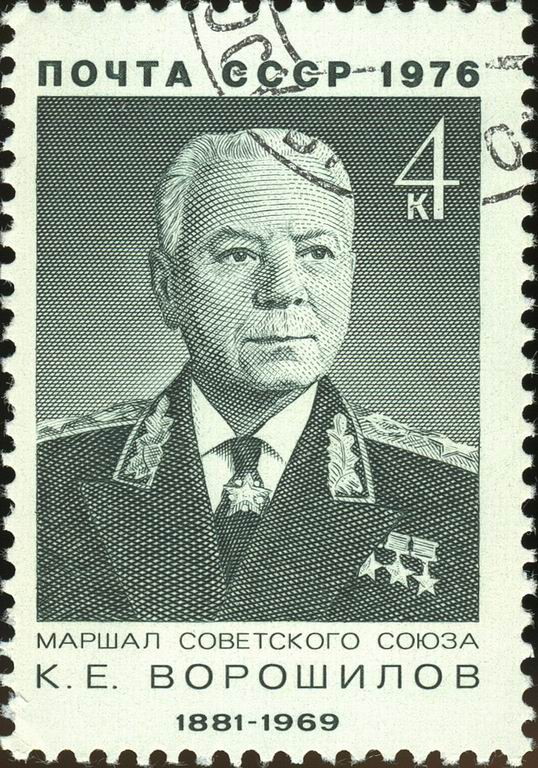
Почтовая марка СССР, 1976 год
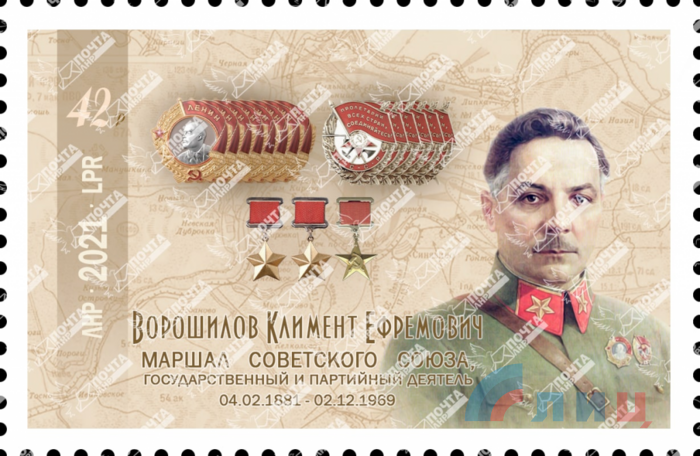
Почтовая марка ЛНР к 140-летию со дня рождения Климента Ворошилова, 2021 год

## Сочинения, публикации речей
- Ворошилов К. Е. 15 лет Красной армии : Доклад на торжественном юбилейном заседании 23 февраля 1933 г. в Большом театре. — М.: Партиздат, 1933. — 45 с.
- Ворошилов К. Е. Ещё сильнее будем крепить оборону Советской страны (речь на XVII съезде ВКП(б)) — М.: Партиздат, 1934.
- Ворошилов К. Е. Статьи и речи от XVI до XVII съезда ВКП(б). — М.: Партиздат, 1934. — 208 с.: портр.
- Ворошилов К. Е. О молодёжи / Ворошилов К. Е., Фрунзе М. В. — М.: Партиздат, 1936. — 158 с.: ил.
- Ворошилов К. Е. О молодёжи. — М.: Молодая гвардия, 1936. — 198 с.: портр.
- Ворошилов К. Е. Статьи и речи. — М.: Партиздат, 1936. — 666 с.: портр.
- Ворошилов К. Е. Речи на собраниях избирателей Минска. — М.: Партиздат, 1937. — 13 с.
- Ворошилов К. Е. XX лет Рабоче-Крестьянской Красной армии и Военно-Морского флота: Доклад на торжеств. засед. Моск. Совета РК и КД с участ. общ. организаций и воин. частей, посвящ. XX-летию Рабоче-Крестьян. Красной Армии и Воен.-Морского флота. С прилож. приказа Нар. Ком. Обороны СССР № 49, 23 фев. 1938 г. — М.: Госизд. полит. литературы, 1938. — 29 с.
- Ворошилов К. Е. Речь на Красной площади в день XXI годовщины Великой Октябрьской социалистической революции в СССР (7 ноября 1938 г.). — М.: Воениздат, 1938. — 14 с.: портр.
- Ворошилов К. Е. О проекте закона о всеобщей воинской обязанности : Доклад Народного Комиссара Обороны СССР тов. К. Е. Ворошилова на внеочередной Четвёртой сессии Верховного Совета СССР 1-го созыва 31 августа 1939 г. — М.: Политгиз, 1939. — 30 с.: портр.
- Ворошилов К. Е. Предисловие к «Наставлению для командного и начальствующего состава РККА. Индивидуальная гимнастика на каждый день» // Теория и практика физ. культуры. — 1939. — Т. IV. — № 5. — С. 1—3.
- История гражданской войны в СССР / Под ред. М. Горького, В. Молотова, К. Ворошилова [и др.]. — Т. 2: Великая пролетарская революция. (Октябрь—ноябрь 1917 г.). — М.: Госполитиздат, 1942. — 367 с.: ил., портр., карт.
- Большая советская энциклопедия: В 65 т. / Гл. ред. О. Ю. Шмидт, зам. гл. ред. Ф. Н. Петров, П. М. Керженцев, Ф. А. Ротштейн, П. С. Заславский. / Под ред. К. Е. Ворошилова, А. Я. Вышинского. П. И. Лебедева-Полянского и др. — М.: Советская энциклопедия, 1944—1947.
- Ворошилов К. Е. Речь на предвыборном собрании избирателей Минского городского избирательного округа 7 февраля 1946 года. — М.: Госполитиздат, 1946. — 13 с.: портр.
- Большая советская энциклопедия / Под ред. С. И. Вавилова, К. Е. Ворошилова, А. Я. Вышинского [и др.]. Союз Советских Социалистических Республик. — М.: Сов. энциклопедия, 1947. — 1946 с.: ил., карт., портр.
- Ворошилов К. Е. Речь на собрании избирателей Минского городского избирательного округа 7 марта 1950 года. — М.: Госполитиздат, 1950. — 24 с.: портр. То же. — М.: Госполитиздат, 1951. — 23 с.
- Скворцов А. Е. К. Е. Ворошилов о физической культуре. // Теория и практика физ. культуры. — 1951. — Т. XIV. — Вып. 2. — С. 96—103.
- Ворошилов К. Е. 36-я годовщина Великой Октябрьской социалистической революции : Доклад на торжеств. заседании Моск. Совета 6 ноября 1953 г. — М.: Гослитиздат, 1953. — 24 с.: портр.
- Ворошилов К. Е. Речь на собрании избирателей Кировского избирательного округа города Ленинграда 10 марта 1954 года. — М.: Госполитиздат, 1954. — 15 с.
- Ворошилов К. Е. По славному пути социализма. — М.: Госполитиздат, 1955. — 15 с.
- Ворошилов К. Е. Речь на XX съезде КПСС 20 февраля 1956 года. — М.: Госполитиздат, 1956. — 23 с.
- Ворошилов К. Е. Из истории подавления Кронштадтского мятежа. // Военно-исторический журнал. — 1961. — № 2. — С.15-35.
- Ворошилов К. Е. Рассказы о жизни: (Воспоминания). Кн. 1. — М.: Политиздат, 1968.
- Армия Советская / Предисл. К. Е. Ворошилова. — М.: Политиздат, 1969.
- О комсомоле и молодёжи: Сборник / В. И. Ленин. М. И. Калинин. С. М. Киров. Н. К. Крупская. В. В. Куйбышев. А. В. Луначарский. Г. К. Орджоникидзе. М. В. Фрунзе. К. Е. Ворошилов. — М.: Молодая гвардия, 1970.

## В искусстве

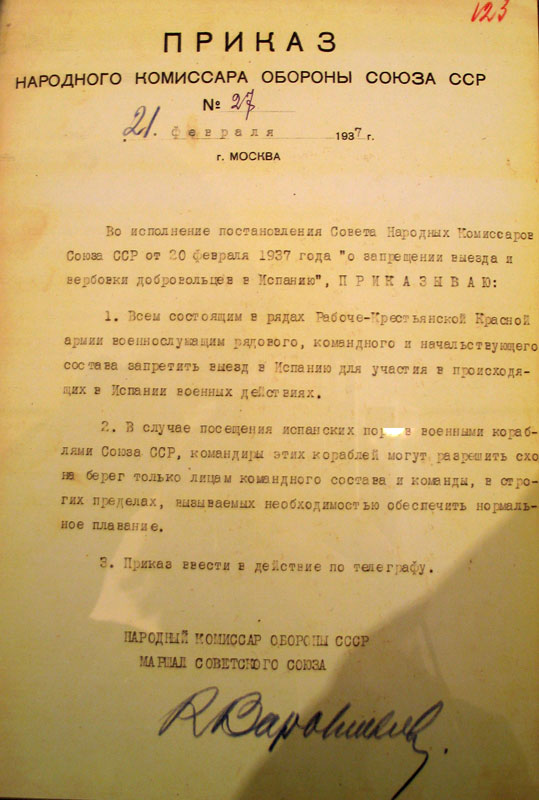
Подпись Ворошилова на Приказе наркома обороны СССР «О запрещении выезда и вербовки добровольцев в Испанию», 1937

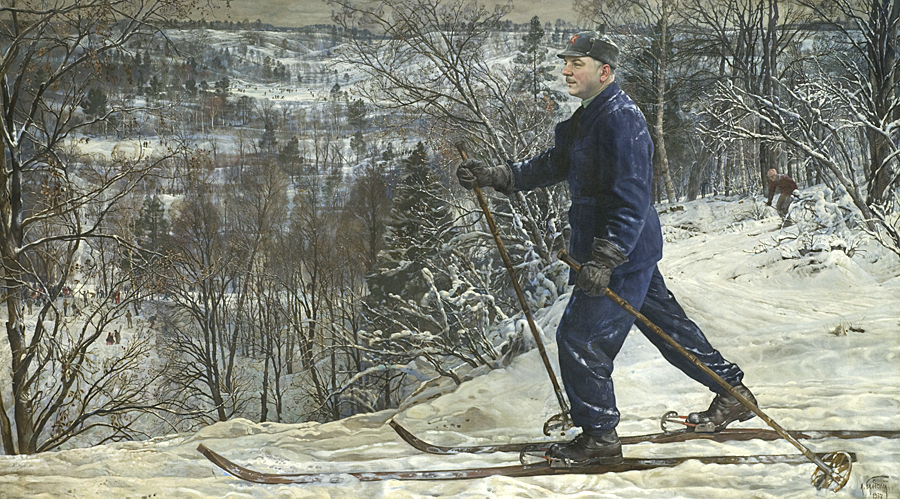
Исаак Бродский. Картина: К. Е. Ворошилов на лыжной прогулке. 1937 г.

Александр Герасимов, картина: И. В. Сталин и К. Е. Ворошилов в Кремле. 1938 г.

До своей отставки с поста наркома обороны Ворошилов как самый влиятельный военный деятель был живым символом Красной Армии и растущей военной мощи Советского Союза. Имя Ворошилова было возведено в культ — на картине Александра Герасимова «И. В. Сталин и К. Е. Ворошилов в Кремле» (1938) он предстаёт как человек из ближайшего окружения Сталина. В 1920—1930-х годах его воспевали как человека, который поведёт к победе («Ведь с нами Ворошилов, первый красный офицер — сумеем постоять за СССР!»). Ворошилов — герой многочисленных фильмов, где его роль исполняли:
- Алексей Грибов («Клятва», 1946, «Падение Берлина», 1949, «Донецкие шахтёры», 1951);
- Николай Боголюбов («Ленин в 1918 году», 1938, «Первая Конная», 1941, «Александр Пархоменко», 1942, «Оборона Царицына», 1942, «Третий удар» 1948, «Освобождение», 1968—1972);
- Юрий Толубеев («Падение Берлина», 1 вариант);
- Пауль Эдвин Рот («Падение Тухачевского» / Der Fall Tuchatschewskij (ФРГ, 1968);
- Даниил Сагал («Блокада», 1972);
- Виктор Лазарев («Дума о Ковпаке», 1973—1976; «Подпольный обком действует», 1978);
- Игорь Пушкарёв («20 декабря», 1981);
- Венсли Питхи («Красный монарх» / «Red Monarch» (Англия, 1983);
- Владимир Трошин (Олеко Дундич, 1958; «Битва за Москву», 1985, «Сталинград», «В городе Сочи тёмные ночи», 1989);
- Евгений Жариков («Первая Конная», 1984, «Война на западном направлении», 1990);
- Анатолий Грачёв («Враг народа — Бухарин», 1990);
- Сергей Никоненко («Пиры Валтасара, или Ночь со Сталиным», 1989);
- Михаил Кононов («Ближний круг», 1991);
- Джон Боуи («Сталин», 1992);
- Виктор Ельцов («Троцкий», 1993);
- Сергей Шеховцов («Stalin: Inside the Terror», Англия, 2003);
- Юрий Олейников («Сталин. Live», 2007);
- Александр Мохов («Смерть Таирова», 2004, «Утомлённые солнцем 2: Предстояние», 2010);
- Виктор Бунаков («И примкнувший к ним Шепилов», 2009; «Тухачевский. Заговор маршала», 2010);
- Валерий Филонов («Фурцева», 2011);
- Вадим Померанцев («Глаз божий», 2012);
- Александр Берда («Чкалов», 2012);
- Владимир Фёдоров («Сталин с нами», 2013);
- Борис Шувалов («Сын отца народов», 2013);
- Роман Высоцкий (Страна Советов. Забытые вожди, 2016);
- Терри Виктор («Горькая жатва», 2017);
- Антон Момот («Троцкий», 2017);
- Сергей Шеховцов («Власик. Тень Сталина», 2017);
- Василий Мищенко («Зорге», 2018);
- Игорь Чигасов («Коридор бессмертия», 2019);
- Антон Качурин («Начальник разведки», 2022);
- Александр Наумов («Адмирал Кузнецов», 2024).

А также «Незабываемый 1919-й», «Ленин в огненном кольце» (1993), «Московская сага» (2004), «Маска и душа» (2002) и др.
Список всех советских песен с упоминанием Ворошилова
Ворошилов упоминается в песне Марш советских танкистов как Первый маршал:

Когда нас в бой пошлёт товарищ Сталин,

И Первый маршал в бой нас поведёт

а также в песне «Конармейская походная» («По военной дороге…»):

По дорогам знакомым за любимым наркомом

Мы коней боевых поведём

В песне «Эшелонная (Песня о Ворошилове)» на слова Осипа Колычёва:

Нас с тобою, Ворошилов,

жизнь походная сдружила.

В некоторых вариантах до 1956 года в песне «Полюшко-поле» был куплет про Ворошилова:

В небе за тучей

Грозные следят пилоты.

Быстро плавают подлодки,

Эх, да зорко смотрит Ворошилов. 

Также имя Ворошилова звучит в песне «Если завтра война» (1939):

В целом мире нигде

Нету силы такой,

чтобы нашу страну сокрушила!

С нами Сталин родной,

и железной рукой

нас к победе ведёт Ворошилов!

А также в «Марше Будённого»

Ведь с нами Ворошилов, первый красный офицер!

Сумеем кровь пролить за СССР

На музыку положено стихотворение Л. Квитко «Письмо Ворошилову» (перевод С. Маршака, музыка П. Акуленко, песня на идише «А брив дем хавер Ворошилов»):

Климу Ворошилову письмо я написал:

Товарищ Ворошилов, народный комиссар! …

- Писатель Роман Гуль описал его в книге «Красные маршалы: Ворошилов, Будённый, Блюхер, Котовский» (Берлин: Парабола, 1933).
- В песне Владимира Высоцкого «За хлеб и воду»:

«Как хорошо устроен белый свет,

меня вчера отметили в приказе:

освободили раньше на пять лет,

и подпись: „Ворошилов, Георгадзе“».
В песне неизвестного автора «Рано утром проснёшься»
"Рано утром проснёшься

И раскроешь газету,-

На последней странице

Золотые слова:

Это Клим Ворошилов

Даровал нам свободу!..

И теперь на свободе

Будем мы воровать."
Ворошилов упоминается также в стихотворении С. А. Есенина «Песнь о великом походе» (газета «Заря Востока», Тифлис, 1924, № 677, 14 сентября):
Вей сильней и крепче,

Ветер синь-студёный.

С нами храбрый Ворошилов,

Удалой Будённый.